# البحرية الملكية البريطانية
البحرية الملكية (بالإنجليزية: Royal Navy) هي إحدى فروع القوات المسلحة البريطانية المسؤولة عن العمليات البحرية، وهي أقدم فروع القوات البريطانية. كانت البحرية الملكية الأقوى من نوعها في العالم منذ نهايات القرن السابع عشر وحتى فترة متقدمة من القرن العشرين، ولعبت دوراً أساسياً في جعل الإمبراطورية البريطانية القوة العالمية المهيمنة، ونظراً لهذه الأهمية التاريخية، فإنه من الشائع -حتى بين غير البريطانيين- أن يُطلق عليها اسم «البحرية الملكية» دون أدنى تحفّظ.
تمّ تخفيض حجم البحرية الملكية بشكل ملحوظ بعد الانتصار في الحرب العالمية الأولى، ولكنها على الرغم من ذلك ظلّت البحرية الأكبر في العالم حتى بدايات الحرب العالمية الثانية، قبل أن تبرز بحرية الولايات المتحدة كأكبر بحريّات العالم بحلول نهاية الحرب. تحولّت البحرية الملكية إلى قوة مضادّة للغواصات بشكل أساسي أثناء الحرب الباردة، متعقبّةً للغواصات السوفيتية، ونَشطت في المنطقة الواقعة بين المملكة المتحدة وجرينلاند على وجه الخصوص. بُعيْد انهيار الاتحاد السوفياتي، عاد تركيز البحرية الملكية على المهمّات الاستطلاعية على مستوى العالم.
تحتفظ البحرية البريطانية بأسطول سفن متطور تكنولوجيّاً يتضمّن حاملة طائرات، وسفينة هجوم برمائي، وسفينتا نقل برمائي، وأربع غواصات صواريخ بالستية (التي تحقق الردع النووي للمملكة المتحدة)، وسبع غواصات نووية، وخمس مدمّرات للصواريخ الموجهة، وثلاث عشرة فرقاطة، وخمسة عشر من الألغام المضادّة للسفن، وأربعة وعشرين زورق دورية. اعتباراً من سبتمبر 2013، احتوت البحرية الملكية على 79 سفينة، بالإضافة إلى 13 سفينة تتبع الأسطول الملكي المساعد، وكذلك ست سفن تجاريّة متاحة احتياطاً للإيواء المدني في إطار مبادرة تمويل خاص. تقوم هذه السفن التجارية بتغذية السفن الحربية في عرض البحار ومضاعفة قدرات البحرية الملكية على خوض المعارك البرمائية. تُدير البحرية الملكية في الوقت الحالي ثلاث قواعد في المملكة المتحدة تتمركز فيها السفن: الأولى هي قاعدة بورتسموث، والثانية هي قاعدة كلايد، والثالثة هي قاعدة ديفونبورت في بليموث التي تُعد أكبر قاعدة بحرية في أوروبا الغربية.

## التاريخ

### تطور البحرية الإنجليزية

#### 900 - 1500

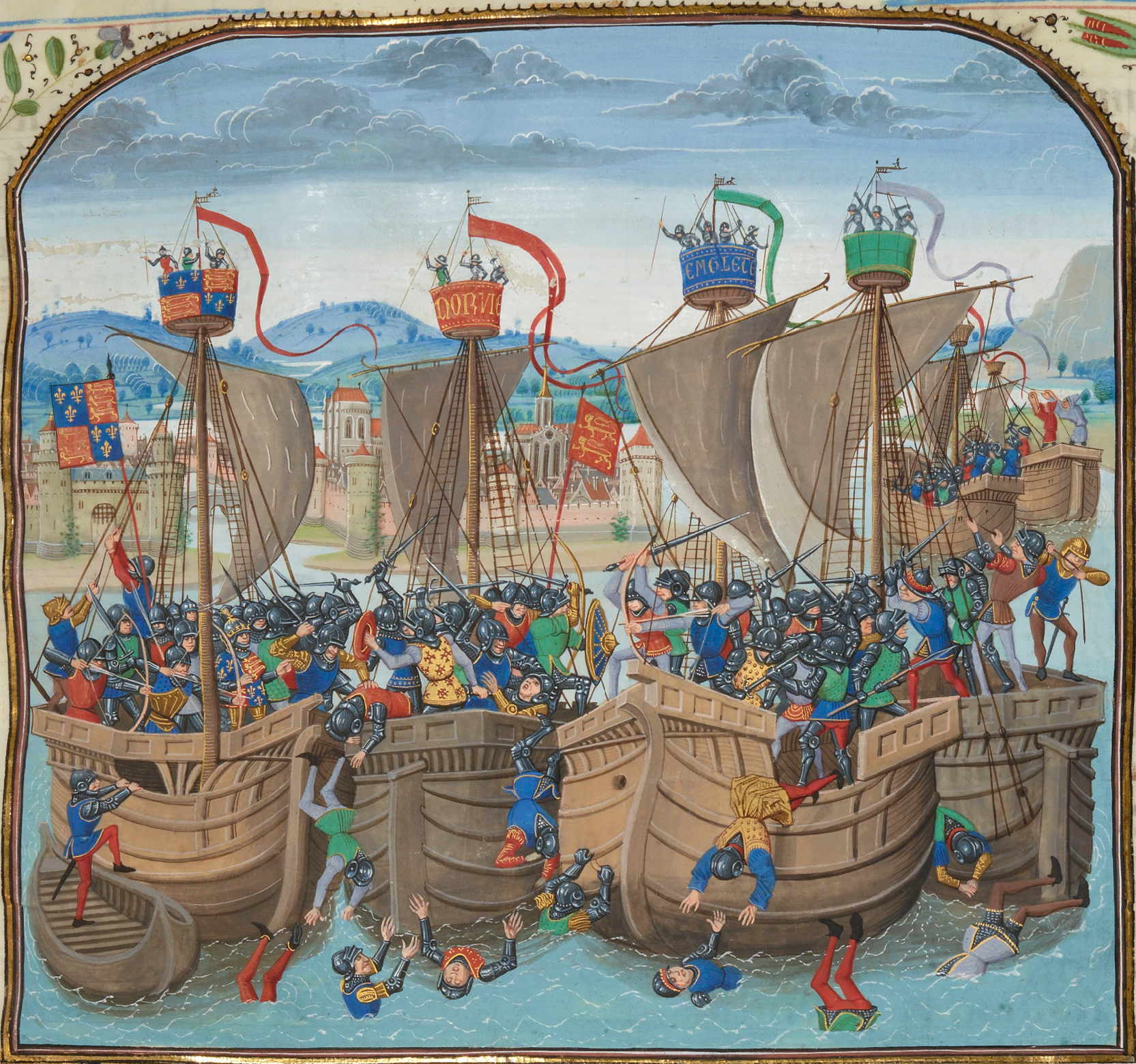
معركة سلايس.

كان أسطول مملكة إنجلترا القوي عنصراً هامّاً في قوة المملكة العسكرية خلال القرن العاشر الميلادي. حافظت السلطات على أسطول بحري دائم عن طريق فرض الضرائب خلال فترة الحكم الدنماركي في القرن الحادي عشر، الأمر الذي استمر لفترة في عهد إدوارد المعترف (حكم ما بين 1042 - 1066) الذي أعاد السيطرة الإنجليزية على البلاد، والذي كان عادةً ما يقود الأساطيل شخصياً.
انحدر مستوى البحرية الإنجليزية نتيجةَ الغزو النورماندي. كانت الأساطيل الإنجليزية كغيرها في العصور الوسطى تتألّف بشكل عام من سفن تجارية تُستخدم كسفن حربية في حالة اندلاع الحرب فقط، كما كانت تُنشأ سفن ملكيّة تُستخدم خصيصاً للحروب من حين لآخر. لكن على العكس من بعض الدول الأوروبية، لم تحتفظ إنجلترا بالسفن الحربية في حالة السّلم. كان تنظيم الأساطيل الإنجليزية عشوائياً، كما كانت تعبئة الأساطيل تستغرق وقتاً طويلاً عند اندلاع الحروب.
بعد نهاية عصر الفايكنج، انحصر الصراع مع فرنسا في الأراضي الفرنسية الخاضعة لحكم التاج الإنجليزي تقريباً. كان التهديد البحري الذي واجهته إنجلترا محدوداً خلال القرنين الثاني عشر والثالث عشر، لكنّه تصاعد بشكل كبير خلال القرن الرابع عشر بعد اندلاع حرب المئة عام. فشلت الخطط الفرنسية لغزو إنجلترا منذ بدايات الحرب بعد أن قام إدوارد الثالث ملك إنجلترا بتدمير الأسطول الفرنسي في معركة سلايس عام 1340. اقتصر القتال بعد ذلك بشكل رئيسي على الأراضي الفرنسية واكتفت القوات البحرية الإنجليزية بنقل الجيوش والإمدادات بشكل آمن إلى وجهاتهم المحددة. على الرغم من فشل خطط الغزو الفرنسي، لم تستطع القوات البحرية الإنجليزية الحد من الغارات المتكررة على موانئ الساحل الجنوبي من قِبل الفرنسيين وحلفائهم من جنوة وقشتالة. توقفت هذه الهجمات أخيراً بعد احتلال هنري الخامس للجزء الشمالي من فرنسا.

#### 1500 - 1707

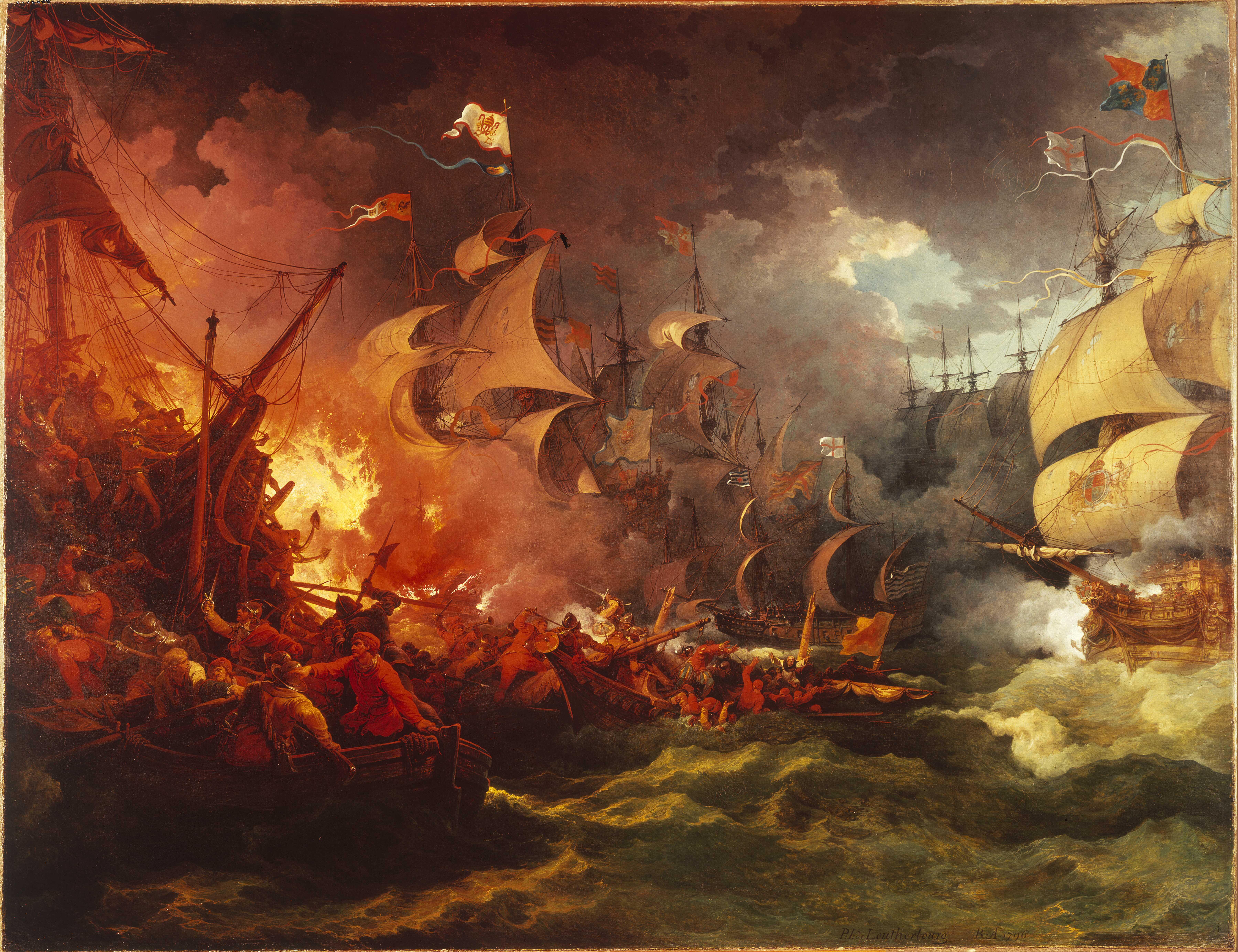
انتصار الإنجليز على الأرمادا الإسبانية.

تعود جذور البحرية الملكية المعاصرة بترسانتها ومجموعتها الدائمة من السفن الحربية إلى أوائل القرن السادس عشر في حقبة هنري الثامن. خاضت إنجلترا في عهد إليزابيث الأولى حرباً مع إسبانيا. خاضت هذه الحرب قوة بحرية مؤلّفة من قوات البحرية الملكية بالإضافة إلى سفن خاصة التي ضربت التجارة الإسبانية ومستعمراتها محققةً أرباحاً كبيرة. في عام 1588، أرسل فيليب الثاني ملك إسبانيا الأرمادا الإسبانية إلى إنجلترا من أجل إرغامها على التوقف عن دعم الثوار الهولنديين، وإيقاف القرصنة الإنجليزية في البحار، وكذلك الإطاحة بالبروتستانتية إليزابيث الأولى تمهيداً لإعادة الكاثوليكية إلى إنجلترا. أبحر الإسطول الإسباني من لشبونة، وكانت الخطة تقتضي بأن تشاركهم قوة أخرى تخرج من هولندا الإسبانية، لكن الخطة فشلت بسبب سوء التخطيط، وشن إنجلترا لهجمات متكررة، وتصدي الهولنديين لهم، بالإضافة إلى العواصف الشديدة. قام الإنجليز بدورهم بإرسال أرمادا عُرفت باسم الأرمادا الإنجليزية إلى الساحل الأيبيري عام 1589، لكن الانتصار الذي كانت إنجلترا قد حققته لم يكتمل بعد تحقيق الإسبان لانتصارٍ ساحقٍ على الإنجليز وتحطيمهم للأرمادا الإنجليزية.
انحدر مستوى البحرية الإنجليزية نسبياً مع مطلع القرن السابع عشر، وتزايدت هجمات القراصنة البربر (جهاد بحري من وجهة نظر المسلمين) على السفن والسواحل الإنجليزية، وكان نجاح البحرية محدوداً في التصدي لهذه الهجمات. أقرّ تشارلز الأول برنامجاً ضخماً يهدف إلى بناء قوة صغيرة تتألّف من سفن قوية ومتطورة، لكن أساليبه في جمع الأموال لتمويل الأسطول ساهمت في اندلاع الحرب الأهلية الإنجليزية. وفي أعقاب هذا الصراع وإلغاء النظام الملكي، أصبحت إنجلترا معزولةً ومهددةً من جميع الجوانب، وهذه هي الفترة التي توسعت فيها البحرية الإنجليزية بشكل كبير، لتصبح البحرية الأقوى في العالم أجمع.
أصدر النظام الجديد قانون الملاحة الذي نص على أن عمليات النقل البحري التجاري من وإلى إنجلترا أو مستعمراتها يجب أن تكون بوساطة سفنٍ إنجليزية فقط، وكان هذا سبباً في اندلاع الحرب مع جمهورية هولندا. في المراحل الأولى من الحرب الأنجلو-هولندية الأولى (1652 - 1654)، كانت الحرب سجالاً بين الأسطول الإنجليزي الضخم والمدجج بالسلاح، والقوات الهولندية المنظمة والمتفوقة تكتيكياً، واستمرت الحرب دون أن تسفر عن نتيجة حاسمة. أدّت التحسينات التكتيكية التي قامت بها إنجلترا إلى سلسلة من الانتصارات الساحقة عام 1653 في بورتلاند، وغابارد، وشيفيننغن، مما أدى إلى إحلال السلام بشروط مناسبة. وكانت هذه أول حرب كبيرة تخوضها السفن الحربية الإنجليزية المملوكة من قِبل الدولة. تمّ استعادة النظام الملكي الإنجليزي في شهر مايو من عام 1660، وتولى تشارلز الثاني الحكم. كان قرار إعادة تأسيس البحرية أحد أول القرارات التي أخذها الملك تشارلز، التي لم تعد ملكاً شخصياً للعاهل، وإنما باتت مؤسسةً وطنيةً أُطلق عليها لقب البحرية الملكية.

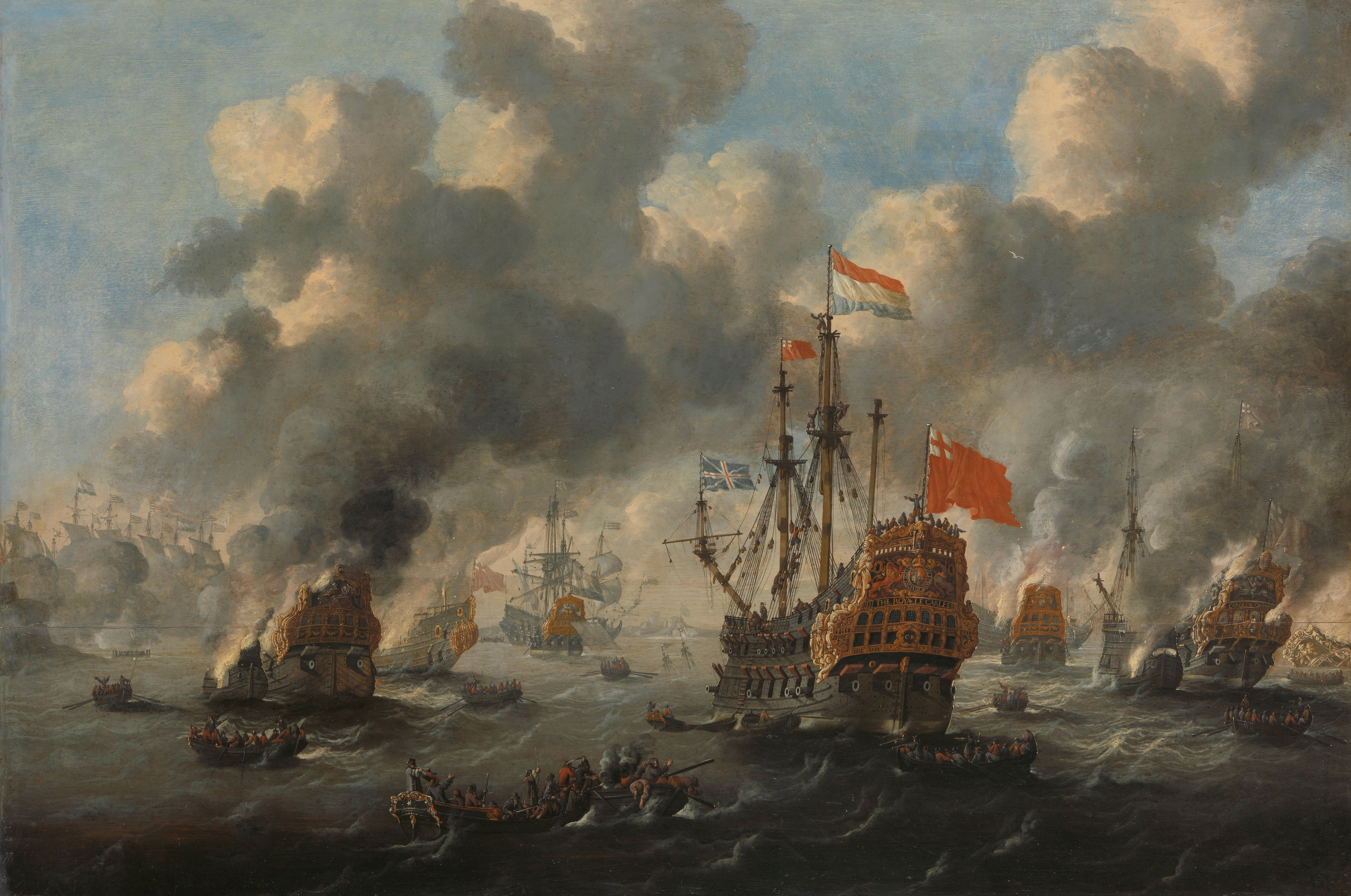
غارة الهولنديين على ميدواي عام 1667.

نتيجةً للهزيمة التي مُني بها الهولنديون في حربهم الأولى مع الإنجليز، جعل الهولنديون بحريتهم مطابقةً للنموذج الإنجليزي، واندلعت بذلك الحرب الأنجلو-هولندية الثانية (1665 - 1667). كان الطرفان متساويان تقريباً، فتارةً يذهب النصر للإنجليز كما حدث في معركة لويستوف (1665)، وتارةً أخرى للهولنديين كما حدث في ملحمة معركة الأيام الأربع (1666). في عام 1667، اضطرت حكومة تشارلز الثاني إلى لإرساء الأسطول في الميناء لعدم وجود المال الكافي لإبقائه في عرض البحار، وتفاوضوا من أجل إحلال السلام. لكن كارثة حلّت على الإنجليز حينما شنّ الأسطول الهولندي غارةً على ميدواي، واستولوا وأحرقوا العديد من كبريات سفن البحرية الملكية. تحالف تشارلز الثاني مع لويس الرابع عشر ملك فرنسا واندلعت الحرب الأنجلو-هولندية الثالثة (1672-1674)، لكن الأسطول الإنجليزي الفرنسي وصل إلى طريق مسدود بعد خوض سلسلة من المعارك غير الحاسمة، كما استطاع الهولنديون صدّ الغزو الفرنسي البري لأراضيهم.
نجحت البحرية الملكية في سبعينيات وثمانينيات القرن السابع عشر في إنهاء خطر «القراصنة البربر» تماماً بعد إلحاق الهزائم بهم مما اضطرهم إلى توقيع معاهدات سلام طويلة الأمد. وبعد الثورة المجيدة عام 1688، انضمت إنجلترا إلى الحلف الأوروبي (الذي ضم هولندا أيضاً) ضد لويس الرابع عشر في حرب السنوات التسع (1688 - 1697). هُزم الحلفاء في معركة بيتشي هيد عام 1690، لكنّهم انتصروا في معركة لا هوغ عام 1691 والتي شكلت نقطة تحول في مجرى الحرب، حيث أنهت حقبة السيطرة الفرنسية قصيرة الأمد على البحار، وشكلت بداية حقبة التفوق الإنجليزي (البريطاني لاحقاً).
تحولت البحرية على مدار القرن السابع عشر من بحرية مؤلفة من شبه هواة تقاتل جنباً إلى جنب مع سفن خاصة إلى مؤسسة احترافية بشكل كامل. نُظّمت الأوضاع المالية بشكل تدريجي، وباتت البحرية تعتمد على السفن الحربية المتخصصة فقط، كما تكونت فرق من الضباط المحترفين بوجود هيكل وظيفي محدد، ليحل محل خليط البحارة والجنود السابقين والهواة.

### تطور البحرية البريطانية

#### 1707 - 1815
بعد اتحاد كل من مملكة إنجلترا ومملكة اسكتلندا لتكوين مملكة بريطانيا العظمى عام 1707، تمّ إنشاء البحرية الملكية للمملكة المتحدة عن طريق دمج سفن البحرية الملكية الإسكتلندية مع البحرية الملكية الإنجليزية. كانت البحرية الملكية الأكبر من نوعها في العالم على مدار القرن الثامن عشر والقرن التاسع عشر، لكنها وحتى عام 1805 كانت غالباً ما تواجه مجموعة خصوم تعادل قواتهم قواتها أو حتى تزيد عليها. على الرغم من ذلك، كانت البحرية الملكية قادرةً على الحفاظ على هيمنتها على منافسيها دون انقطاع تقريباً من خلال تفوقها في التمويل، والتكتيكات، والتدريب، والتنظيم، والمرافق، والدعم اللوجستي، بالإضافة إلى تفوقها في تصميم السفن الحربية وإنشائها منذ منتصف القرن الثامن عشر.
خلال حرب الخلافة الإسبانية (1702 - 17014)، تحالفت البحرية الملكية مع نظيرتها الهولندية ضد كل من البحرية الفرنسية والإسبانية. تركزت العمليات البحرية في المياه الأوروبية على الإستحواذ على قاعدة البحر الأبيض المتوسط، مما ساهم في عقد تحالف طويل الأمد مع البرتغال عام 1703، بالإضافة إلى الإستيلاء على جبل طارق عام 1704، ومنورقة عام 1708، واحتفظت بهما بريطانيا بعد الحرب. ساهم هذا جميعه في إحكام السيطرة على إسبانيا وتوابعها في البحر المتوسط والإطاحة بآل بوربون. ألحقت البحرية الفرنسية أضراراً كبيرة بالقوافل التجارية الإنجليزية والهولندية خلال السنوات الأولى من الحرب، لكن الأخيرتين ألحقتا الهزيمة بالبحرية الفرنسية الإسبانية في معركة فيغو باي عام 1702 ومعارك أخرى، كما تمّ تدمير الأسطول الفرنسي المتوسطي بشكل كامل في تولون عام 1707. كلُّ هذا أدّى إلى إخلاء البحار من أعداء البحرية الملكية في الجزء الأخير من الحرب، كما مكّن الإنجليز من الإستيلاء على المستعمرات الفرنسية في نوفا سكوشا ونيوفندلاند. تبع ذلك صراع آخر مع إسبانيا في معركة التحالف الرباعي، التي أحبطت فيها البحرية الملكية محاولة إسبانيا لاستعادة صقلية وسردينيا من النمسا وسفويا بعد هزيمة الأسطول الإسباني في معركة كيب باسارو، كما أحبطت محاولات إسبانيا لاسترداد جبل طارق ومنورقة خلال عشرينيات القرن الثامن عشر.
بعد فترة من السلام النسبي، خاضت البحرية الملكية حرباً جديدة (حرب جينكينز إير) بين عامي 1739 - 1748 ضد إسبانيا، وتميّزت هذه الحرب بسلسلة من الهجمات الإنجليزية الفاشلة والمكلفة على الموانئ الإسبانية في الكاريبي، وانتهت بانتصارٍ إسباني. قامت البحرية الملكية بنشر قوة ضخمة مؤلفة من أكثر من 27,000 رجل بالإضافة إلى 135 سفينة نقل و50 سفينة حربية خلال معركة قرطاجنة دي إندياس ضد مدينة قرطاجنة الإسبانية. انتهى هذا الحصار بهزيمة البريطانيين وتكبّد كل من الجيش والبحرية خسائر كبيرة. يُذكر أنه خلال هذه الحرب وبالتحديد عام 1742، قامت فرقة بريطانية صغيرة بالتهديد بقصف نابولي عاصمة مملكة الصقليتين، فانسحبت المملكة من المشاركة في الحرب خلال نصف ساعة فقط من التهديد البريطاني. دُمجت هذه الحرب مع حرب أوسع عُرفت باسم حرب الخلافة النمساوية (1744 - 1748) والتي واجهت فيها بريطانيا غريمتها فرنسا من جديد. تضمّن القتال البحري في هذه الحرب لأول مرة عمليات واسعة في المحيط الهندي تميّزت بأنها لم تكن حاسمةً إلى حد كبير، بالإضافة إلى محاولة فاشلة من فرنسا لغزو إنجلترا عام 1744. تبع ذلك حرب السنوات السبع (1756 - 1763) التي شهدت قيام البحرية الملكية بتنظيم حملات برمائية أدت إلى كندا الفرنسية، والمستعمرات الفرنسية في الكاريبي وغرب إفريقيا، بالإضافة إلى الجزر الفرنسية قبالةَ الساحل الفرنسي، في حين ساهمت العمليات في المحيط الهندي بالقضاء على السلطة الفرنسية في الهند. حاول الفرنسيون غزو بريطانيا مرة أخرى لكنّهم فشلوا بعد معركة خليج كيبرون الإستثنائية عام 1759. وبذلك تكون البحرية الفرنسية قد أُقصيت من جديد من الحرب، ولم تخض عمليات كبيرة بعد ذلك. أدّى استئناف القتال البريطاني الإسباني عام 1762 إلى استيلاء بريطانيا على كل من هافانا ومانيلا.

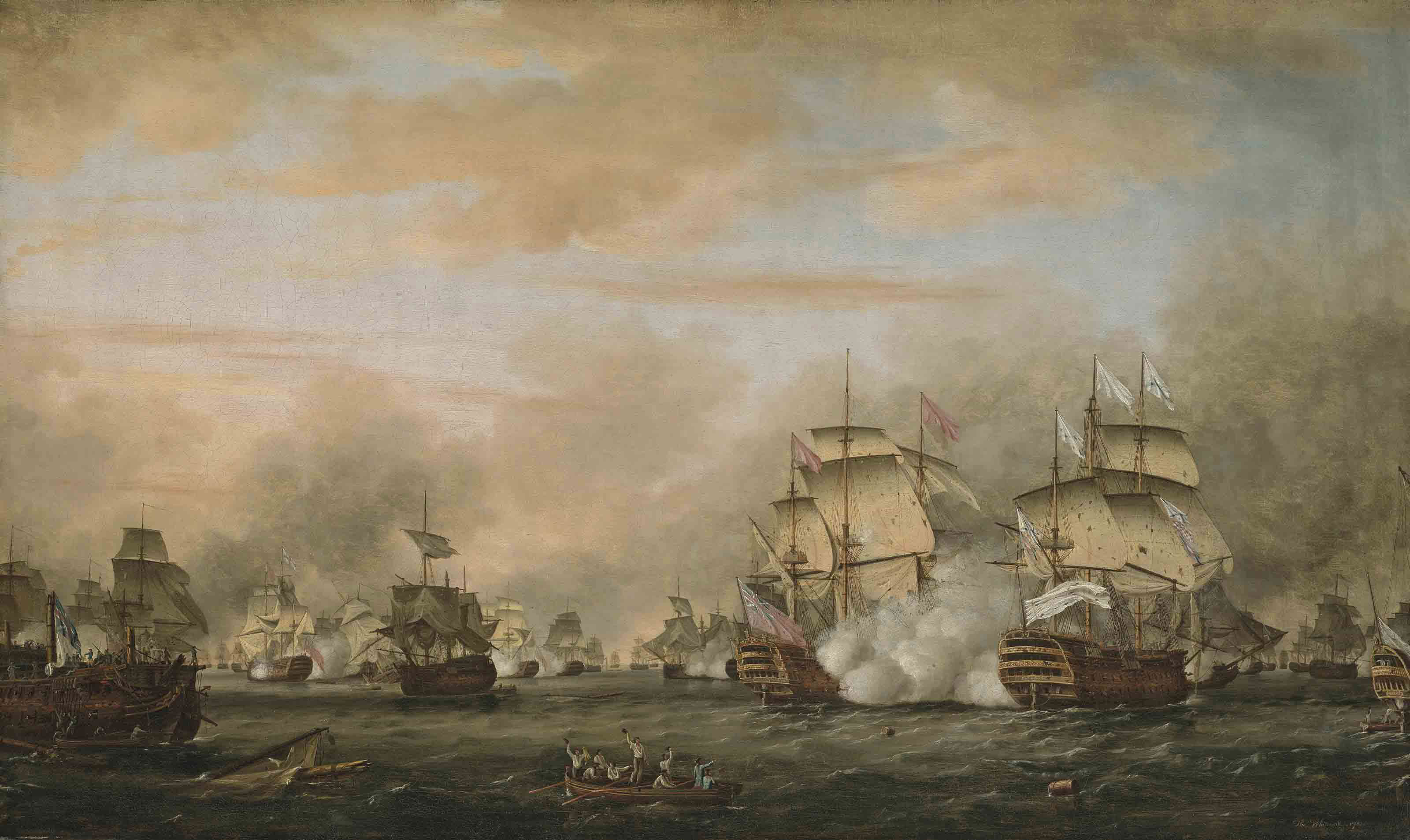
معركة سينتس.

خلال حرب الاستقلال الأمريكية، كانت البحرية القارية بحرية صغيرة يمكن طمسها بسهولة، لكنّ دخول فرنسا وإسبانيا وهولندا في حرب مع بريطانيا قلب الموازين وأنتج مجموعة من القوى المتعارضة التي حرمت البحرية الملكية من موقف الأقوى لأول مرة منذ أواخر القرن السابع عشر، ومع أن تفوق القوى المتحالفة كان قصير الأمد إلّا أنه كان حاسماً. شهدت الحرب سلسلة من المعارك غير الحاسمة في المحيط الأطلسي والكاريبي، حيث فشلت البحرية الملكية في تحقيق الانتصارات اللازمة لتأمين خطوط الإمداد للقوات البريطانية في أمريكا الشمالية وكذلك قطع المتمردين عن الدعم الخارجي. كانت معركة تشيسابيك عام 1781 إحدى أهم معارك الحرب، فشل فيها الأسطول البريطاني في رفع الحصار الفرنسي عن جيش اللورد تشارلز كورن واليس، مما أسفر عن استسلامه في معركة يوركتاون. على الرغم من أن هذه الكارثة أنهت القتال في أمريكا الشمالية، إلّا أن القتال استمر في المحيط الهندي، حيث مُنع الفرنسيون من العودة إلى الهند، وكذلك منطقة البحر الكاريبي. استعادت البحرية الملكية سطوتها بعد انتصارها في معركة سينتس على فرنسا ومعركة كيب سبارتل على القوات الإسبانية الفرنسية عام 1782، لكن هذه الصحوة جاءت متأخرةً ولم تستطع منع استقلال المستعمرات الثلاثة عشرة.
ذكرت البحرية الملكية أنها جنّدت 184,899 بحّاراً خلال حرب السنوات السبع، توفي أو فُقد منهم 133,708 معظمهم بسبب الأمراض وعلى رأسها الاسقربوط. تمكّنت البحرية الملكية أخيراً من القضاء على الاسقربوط في تسعينيات القرن الثامن عشر من خلال عمل وصفة طبية من الليمون الطازج استُخدمت خلال الحروب النابليونية، واعتمدت البحريات الأخرى بعد ذلك هذا الحل الناجح.
وصلت البحرية الملكية إلى ذروتها في الفترة التي شهدت حروب الثورة الفرنسية (1793 - 1801) والحروب النابليونية (1803 - 1815)، حيث سيطرت البحرية البريطانية على خصومها تماماً، الذين قضوا معظم فترات الحرب محاصرين في موانئهم. حققت البحرية الملكية فوزاً تكتيكياً مبكراً في معركة «أول يونيو المجيد» على فرنسا عام 1794، تبعها عدد من الانتصارات الصغيرة، لكنّ جهودها في السيطرة على فرنسا باءت بالفشل. كما تمكنّت البحرية نتيجةً لتوالي انتصاراتها من السيطرة على معظم الأسطول الفرنسي على البحر المتوسط أو تدميره أثناء فترة احتلالها القصيرة لتولون عام 1793. جلبت النجاحات العسكرية للنظام الثوري الفرنسي الجديد القوات البحرية الإسبانية والهولندية إلى صف الفرنسيين، لكن الخسائر التي ألحقها البريطانيون بالهولنديين في معركة كامبيرداون، واستسلام ما تبقى من الأسطول الهولندي عام 1799 أدى إلى استبعاد البحرية الهولندية من الحرب مبكراً. حصلت عمليات تمرد في صفوف البحرية الملكية عام 1797 احتجاجاً على الرواتب وأمور أخرى مما ترك الأسطول البريطاني في بحر الشمال عاجزاً، وأصبحت بريطانيا معرضةً لخطر الغزو، لكنّ المشكلة حُلّت سريعاً. فشل الأسطول البريطاني في البحر المتوسط تحت قيادة نيلسون من اعتراض حملة نابليون بونابرت لغزو مصر عام 1798، لكنه سحق الأسطول الفرنسي في معركة أبي قير وترك جيش نابليون معزولاً. كما هاجم الأسطول البريطاني الدنمارك بعد ظهور ائتلاف البلطيق المعارض لبريطانيا، وسحق الأسطول الدنماركي في معركة كوبنهاغن عام 1801، مما اضطر الدنمارك إلى توقيع اتفاقية مع بريطانيا.

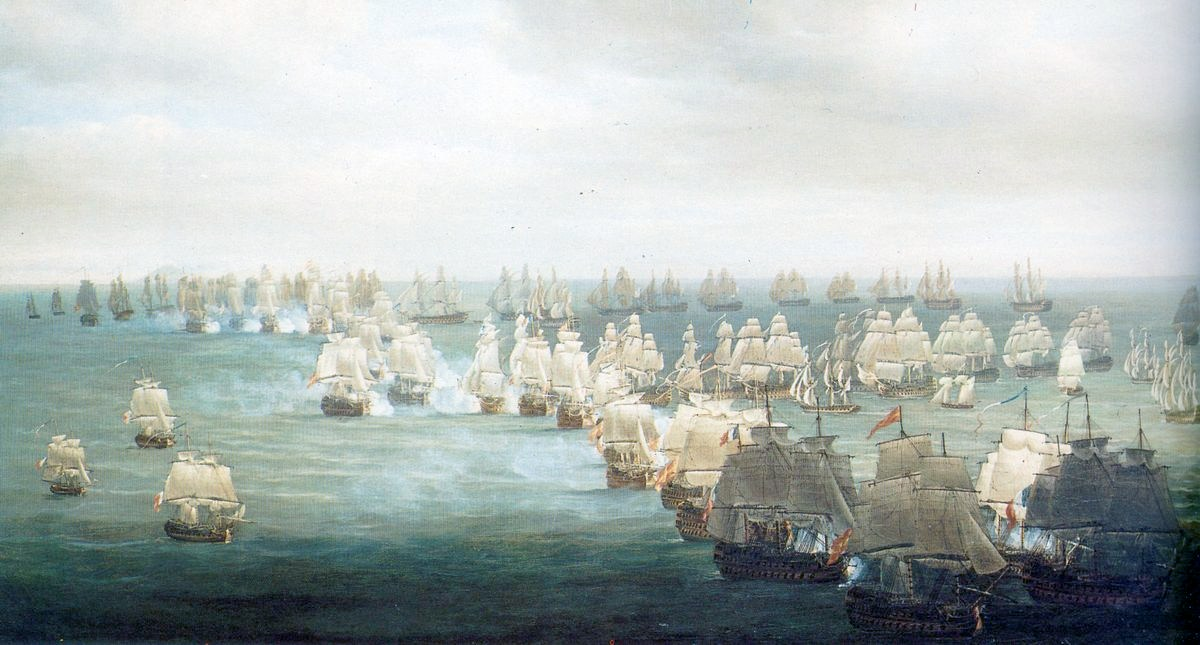
تصوير لبداية معركة الطرف الأغر.

أجرت البحرية خلال هذه السنوات عمليات برمائية أيضاً استولت من خلالها على معظم جزر الكاريبي الفرنسية والمستعمرات الهولندية في رأس الرجاء الصالح وسيلان والهند الشرقية الهولندية، لكنها خسرت جميع ما كسبته ما عدا سيلان وترينيداد بعد توقيع معاهدة أميان عام 1802، وهي المعاهدة التي أوقفت القتال لفترة وجيزة. استؤنفت الحرب عام 1803، وحاول نابليون تجميع أسطول كبير بما فيه الكفاية من القوات الفرنسية والإسبانية في موانئ مختلفة من أجل غزو إنجلترا. أحبطت البحرية الملكية هذه الجهود وتخلى الفرنسيون عن الخطة، قبل تحطيم الأسطول الفرنسي الإسباني من قِبل نيلسون في معركة الطرف الأغر عام 1805. كان هذا الانتصار تتويجاً لعقود من تطوير البحرية البريطانية، وإعلاناً لسيادتها على البحار بلا منازع حتى مطلع القرن العشرين.
بعد الطرف الأغر، اقتصر القتال غالباً في البحار على تدمير الأسراب الفرنسية الصغيرة الهاربة بالإضافة إلى العمليات البرمائية التي استولت بريطانيا من خلالها على الأراضي التي نُزعت منها بموجب معاهدة أميان إلى جانب القاعدة الفرنسية في موريشيوس في المحيط الهندي. خطط الفرنسيون للإستيلاء على الأسطول الدنماركي عام 1807 مما أدى إلى هجوم بريطاني استباقي في معركة كوبنهاغن الثانية استسلمت البحرية الدنماركبة بأكملها على إثره. ساهم إجبار البحرية الملكية للبحارة الأمريكيين في السفن الأمريكية في اندلاع حرب 1812 (1812 - 1814) ضد الولايات المتحدة. اقتصر القتال البحري تقريباً خلال هذه الحرب على الإغارة على السفن التجارية وعلى عمليات يقوم بها عدد محدود من السفن. لم تسفر عودة نابليون القصيرة إلى السلطة عام 1815 عن أي قتال بحري.

#### 1815 - 1914
لم تشهد البحرية الملكية العديد من العمليات الحقيقية بين عامي 1815 و1914 نظراً لعدم وجود منافس قوي بما فيه الكفاية لتحدي هيمنتها. خضعت البحرية خلال هذه الفترة إلى عملية تحويل شامل، حيث أُدخلت إليها المحركات البخارية، والسفن معدنية الصنع، والذخائر المتفجرة، ليستمر بذلك تفوقها على جميع الخصوم المحتملين. بسبب ظهور الثورة الصناعية للمرة الأولى في بريطانيا، تمتعت البلاد بقدرة لا مثيل لها في بناء السفن بالإضافة إلى وفرة الموارد المالية، لتضمن بذلك عدم وجود أي منافس قادر على مقارعتها. في عام 1889، أقرّ البرلمان «قانون الدفاع البحري» الذي نصّ على وجوب حفاظ البحرية الملكية على عدد من السفن الحربية مساوٍ على الأقل لقوة مشتركة مكونة من أكبر بحريتين في العالم -غير البحرية الملكية-. يُشار إلى أنّ عقوبة الجلد أُلغيت من البحرية الملكية عام 1879.

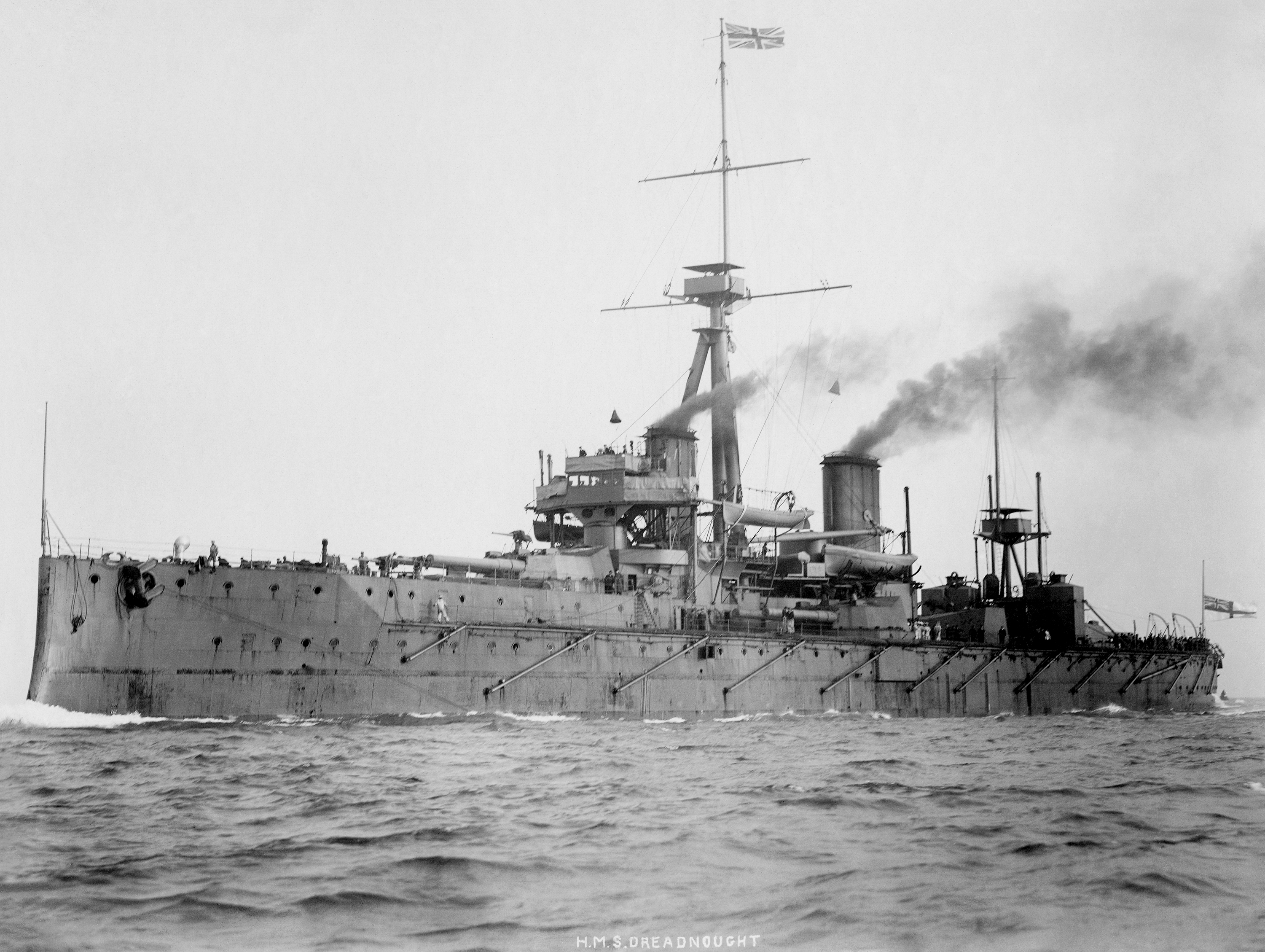
بارجة إتش إم إس.

كان قصف الجزائر عام 1816 أول عملية فعلية قامت بها البحرية الملكية خلال هذه الفترة بالاشتراك مع نظيرتها الهولندية بقيادة اللورد اكسماوث بهدف «إجبار قراصنة الجزائر البربر على تحرير العبيد المسيحيين وإيقاف استعباد الأوروبيين» حسب وجهة النظر البريطانية. تبع ذلك انتصار البحرية البريطانية إلى جانب الفرنسية والروسية على البحرية العثمانية في معركة نافارين عام 1827 خلال حرب الاستقلال اليونانية، وكانت هذه المعركة آخر معركة كبرى بين السفن الشراعية. وفي الحين ذاته، كانت البحرية الملكية تقوم بعمليات مكافحة للقرصنة في بحر الصين الجنوبي. فرضت البحرية الملكية حصاراً على قارة أفريقيا بين عامي 1807 - 1865 من أجل مكافحة تجارة الرقيق غير القانونية، كما شاركت البحرية في حرب القرم في أواسط القرن التاسع عشر، فضلاً عن العديد من العمليات العسكرية الإمبريالية والحروب التي خاضتها في مختلف أنحاء آسيا وأفريقيا، لا سيما حروب الأفيون مع الصين. شاركت البحرية الملكية أيضاً في الحرب الإنجليزية الزنجبارية التي وقعت في 27 أغسطس 1896، والتي كانت أقصر حرب سُجلت في التاريخ.
شهدت نهاية القرن التاسع عشر تغييرات هيكلية أحدثها الأميرال جاكي فيشر الذي قام بالتخلص من السفن القديمة أو وضعها في الاحتياط، مما أتاح مزيداً من الأموال والقوى البشرية لبناء سفن أحدث. كما أشرف على تطوير بارجة إتش إم إس التي فاقت جميع البوارج في سرعتها وقوة نيرانها في ذلك الحين. كانت ألمانيا تعيش فترة انتعاش صناعية واقتصادية في ذلك الحين حتى أنها تفوقت على بريطانيا، مما أتاح لها فرصة محاولة تجاوز التطور الذي وصلته بريطانيا في صناعة السفن الحربية. على الرغم من ذلك، استطاعت بريطانيا الخروج منتصرةً من سباق التسلح، حيث تمكنت من الحفاظ على التفوق العددي الكبير على ألمانيا. لكن البحرية الملكية واجهت وللمرة الأولى منذ عام 1805 عدواً لديه القدرة على تحديها في المعارك.

#### 1914 - 1945

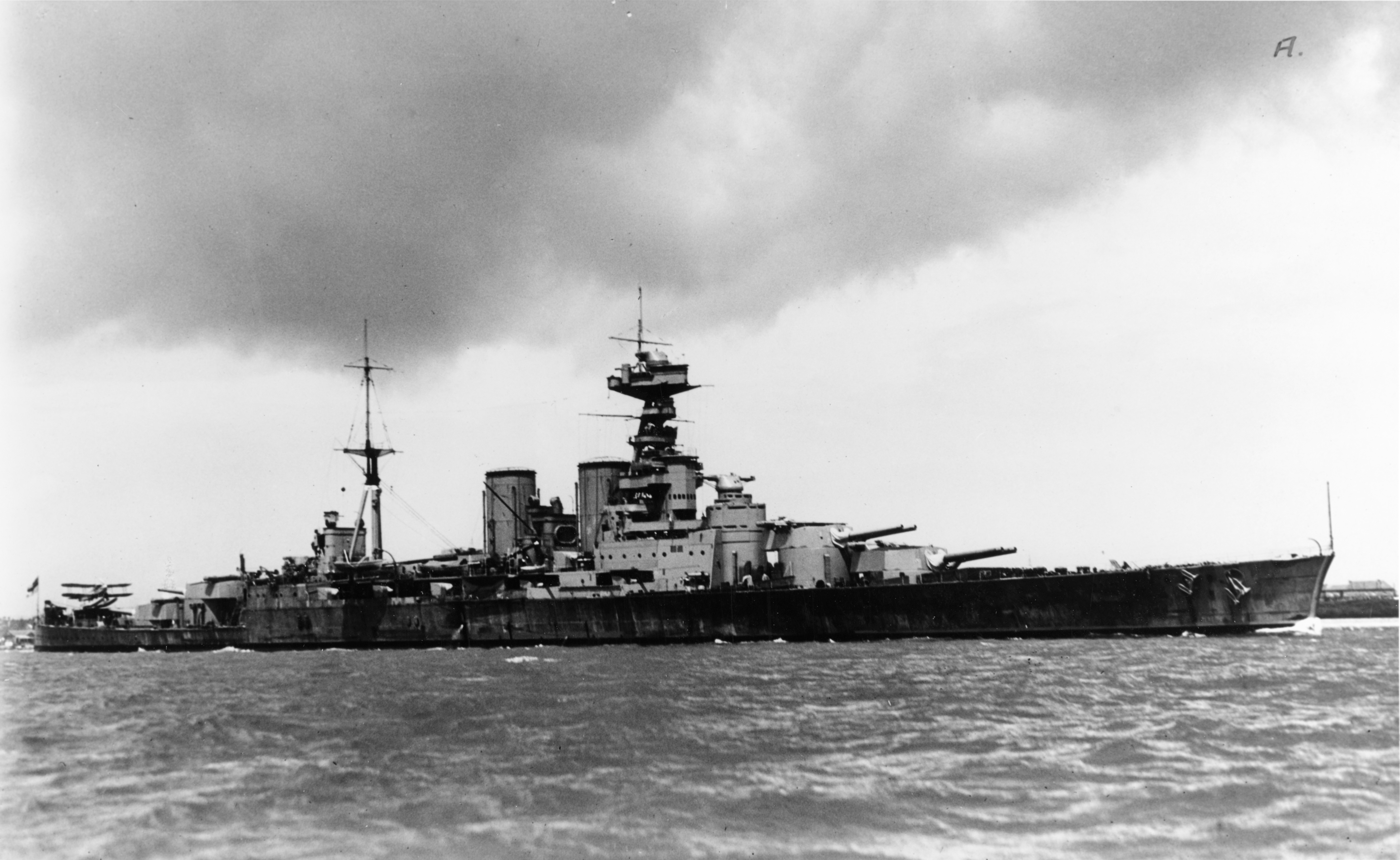
سفينة هود البريطانية.

لعبت البحرية الملكية دوراً حيوياً في إمداد المملكة المتحدة بالغذاء، والأسلحة، والمواد الخام خلال الحربين العالميتين. بالإضافة إلى ذلك، تمكنت البحرية من هزيمة الألمان في حرب غواصات غير محدودة كما حصل في معركة الأطلسي. خلال الحرب العالمية الأولى، تم نشر معظم قوات البحرية الملكية على الساحل البريطاني، مواجهةً للأسطول الألماني الذي يقبع في الجانب الآخر من بحر الشمال. جرت بضعة مصادمات بين الأسطولين أسفرت عن وقوع معركة جوتلاند عام 1916، وهي أكبر معركة بحرية وقعت خلال الحرب العالمية الأولى. كشفت هذه المعارك أوجه قصور في النهج البريطاني في تصميم السفن الرئيسية، الذي مال إلى الاهتمام بالسرعة وقوة النيران، بينما كان التركيز الألماني على جانب القدرة على الصمود. على الرغم من ذلك، توالت الهزائم على الألمان وأثبت التفوق العددي البريطاني استحالة التغلب عليه، مجبراً الأسطول الألماني على التخلي عن أي محاولة لتحدي الهيمنة البريطانية. من جهة أخرى، تكبدت البحرية خسائر جسيمة خلال حملة الدردنيل ضد الإمبراطورية العثمانية عام 1915 والتي انتهت بانتصار العثمانيين وإخفاق القوات الأوروبية المتحالفة في الاستيلاء على إسلام بول.
فرض البريطانيون حصاراً على ألمانيا فور انطلاق الحرب العالمية الأولى، حيث قامت البحرية الملكية بإغلاق مداخل كل من بحر الشمال والقنال الإنجليزي، بالإضافة إلى وضع الألغام في بحر الشمال، مما منع البحرية الإمبراطورية الألمانية من الوصول إلى المحيط الأطلسي، كما منع السفن التجارية المحايدة من التوجه إلى أو من ألمانيا. استمر هذا الحصار ثمانية أشهر بعد انتهاء الحرب بهدف إجبار ألمانيا على توقيع معاهدة فرساي.
كانت الهجمات التي شنتها الغواصات الألمانية على السفن التجارية أكثر التهديدات التي واجهتها البحرية الملكية خطورةً. في بداية الحرب، كانت هذه الحملات الألمانية مقيدةً بقواعد الحرب البحرية التي تمنع ضرب السفن التجارية قبل تحذيرها وإخلائها، لكن الألمان تخلوا عن تلك القيود عام 1915 وبدؤوا بإغراق السفن التجارية عشوائياً، قبل أن يعودوا مرةً أخرى للالتزام بقواعد الاشتباك بهدف استرضاء الرأي المحايد. أثار استئناف حرب الغواصات غير المحدودة عام 1917 بهدف تجويع بريطانيا وحلفائها احتمالية حملهم على الخضوع، خصوصاً من أن رد فعل البحرية لهذا الأسلوب الجديد في الحرب لم يكن كافياً بعد رفضها لتبنّي «نظام القوافل»، على الرغم من أن هذا النظام أثبت فاعليته في حماية السفن. دخل هذا النظام حيّز التطبيق بعد ذلك وساهم بالحد من الخسائر بشكل كبير حتى أصبح تهديد الغواصات الألمانية تحت السيطرة.
جُرّدت البحرية الملكية من الكثير من قواتها في فترة ما بين الحربين العالميتين، حيث فرضت المعاهدات البحرية (مثل معاهدة واشنطن) عليها التخلص من السفن الرئيسية ووضعت قيوداً على بناء سفن جديدة. وفي عام 1932، وقعت أحداث تمرد في صفوف البحرية احتجاجاً على قرار تخفيض الأجور بنسبة 25% ليتم تخفيض هذه النسبة إلى 10% في نهاية المطاف. ازدادت حدة التوترات الدولية بحلول منتصف الثلاثينيات، وفشلت معاهدة لندن المنعقدة عام 1935 في إيقاف سباق التسلح البحري المتزايد، حتى أنه تمّ تجاهلها تماماً بحلول عام 1938. جرت عملية إعادة تسليح البحرية على قدم وساق بدءاً من هذه اللحظة، حيث قامت ببناء سفن حربية جديدة وحاملات طائرات كانت الأولى من نوعها. بالإضافة إلى عمليات التجديد، تم إعادة بناء العديد من البوارج القديمة التي تميزت بقوة نيرانها، كما تم تطوير الأسلحة المضادة للطائرات وغيرها من المعدات الحربية. فقدت البحرية سيطرتها على سلاح الطيران التابع لها عندما تم دمج السلاح البحري الجوي الملكي مع فيلق الطيران الملكي لتشكيل سلاح الجو الملكي عام 1918، لكنها استعادت السيطرة على حاملات الطائرات بعودة سلاح الأسطول الجوي تحت سيطرتها عام 1937. على الرغم من ذلك، تراجعت فاعلية طائراتها تراجعًا كبيرًا عن منافسيها، حيث تخطّتها البحرية الإمبراطورية اليابانية وبحرية الولايات المتحدة من حيث القوة الجوية.
كانت البحرية الملكية لا تزال البحرية الأكبر في العالم عند بدء الحرب العالمية الثانية عام 1939، مؤلفةً من 15 سفينة حربية بالإضافة إلى 5 قيد الإنشاء، و7 حاملات طائرات، و66 طراد بالإضافة إلى 23 قيد الإنشاء، و184 مدمرة بالإضافة إلى 52 قيد الإنشاء، و45 زورق دورية بالإضافة إلى 9 قيد الإنشاء، و60 غواصة بالإضافة إلى 9 قيد الإنشاء. قدمت البحرية الملكية تغطية فعّالة خلال عملية انسحاب دونكيرك في المراحل الأولى من الحرب العالمية الثانية. قاد الأميرال كانينغهام الأسطول الذي شنّ أول هجوم جوي بحري شامل في التاريخ في معركة تارانتو. وبعد خسارة البريطانيين في معركة كريت، صمم كانينغهام على إجلاء أكبر عدد ممكن من الجنود الكومنولثيين، لكن جنرالات الجيش شعروا بأن هذا سيفقدهم الكثير من السفن، فقال الأميرال كلمته الشهيرة: «يستغرق الأمر ثلاث سنوات لبناء سفينة جديدة، لكن بناء تراث جديد سوف يستغرق ثلاث مئة سنة. عملية الإجلاء سوف تستمر».
عانت البحرية الملكية من خسائر كبيرة في المراحل الأولى من الحرب على المسرحين الأوروبي والآسيوي، فخسارة سفينة هود وحدها على سبيل المثال أدت إلى خسارة جميع ركابها البالغ عددهم 1,418 سوى ثلاثة هم الذين نجوا. كما فقدت البحرية أكثر من 4,000 شخص عندما غرقت سفينة ناقلة للجنود في يونيو 1940، لتكون أعظم كارثة بحرية في تاريخ البلاد. على الرغم من ذلك، كان هناك نجاحات بريطانية مبكرة ضد سفن العدو، كما حصل في معركة نهر لابلاتا عام 1939، بالإضافة إلى إغراق سفينة بسمارك التي كانت أكبر سفينة حربية صنعتها ألمانيا في تاريخها (وهي المسؤولة عن تدمير سفينة هود البريطانية)، مما أثر تأثيرًا كبيرًا على القوة البحرية الألمانية. كما أن البحرية تمكنت بنجاح من حراسة الممرات البحرية ممكنةً القوات البريطانية من القتال في المناطق النائية من العالم، مثل شمال أفريقيا، والبحر المتوسط، والشرق الأقصى، كما كان التفوق البريطاني في الأطلسي عاملاً مساعداً لتنفيذ العمليات البرمائية، مثل غزو شمال غرب أفريقيا، وصقلية، وإيطاليا، ونورماندي. لعبت سفن البحرية الملكية أيضاً دوراً هاماً في حراسة القوافل العابرة من المحيط الأطلسي والمتجمد الشمالي إلى البلدان الواقفة بجانب الحلفاء، موفرةً لهم حماية من خطر الطائرات والسفن وكذلك الغواصات، كما حدث عند إغراقها لسفينة شارنهورست الألمانية عند محاولتها مهاجمة إحدى قوافل الحلفاء عام 1943.

#### فترة ما بعد الحرب حتى الآن
بعد انتهاء الحرب العالمية الثانية وانهيار الإمبراطورية البريطانية، واجهت بريطانيا صعوبات اقتصادية أجبرتها على التخفيض من حجم وقدرة البحرية الملكية. حيث بيعت جميع سفن البحرية الموجودة ما قبل الحرب ولم يبقَ منها سوى أفضل السفن حالاً (حاملات طائرات، وطرادات، وبعض المدمرات) التي أعيد تجهيزها لمواصلة الخدمة. خسرت البحرية الملكية بعد ذلك دورها المتمثل في كونها القوة البحرية العالمية وحارسة البحار لصالح البحرية الأمريكية ذات القوة المتزايدة، ليصبح دور البحرية الجديد هو مواجهة خطر الاتحاد السوفيتي بالإضافة إلى تحقيق التزامات بريطانيا في جميع أنحاء العالم. لذا سعت الحكومات البريطانية المتعاقبة منذ انتهاء الحرب إلى تحقيق توازن بين التزامات الدولة والضغوط المتزايدة على الميزانية الراجعة جزئياً إلى ارتفاع تكاليف منظومات الأسلحة.
تم إطلاق أول غواصة نووية للبحرية الملكية في الستينيات، حيث تسلمت البحرية أسلحة نووية للمرة الأولى من خلال توفير غواصات صواريخ بالستية مسلحة بيو جي إم-27 بولاريس. بحلول التسعينيات، أصبحت البحرية مسؤولة عن الحفاظ على الترسانة النووية بأكملها في المملكة المتحدة، وأصبحت التكاليف المالية المتعلقة بالردع النووي مسألة هامة بشكل متزايد بالنسبة للبحرية.
وضعت البحرية الملكية خططاً لاستبدال أسطولها من حاملات الطائرات في منتصف الستينيات من القرن الماضي، حيث هدفت هذه الخطط إلى إيجاد 3 حاملات طائرات ضخمة قادرة على تشغيل أحدث الطائرات البريطانية، مما يحفظ مكانة بريطانيا كقوة بحرية كبرى. وصلت حكومة حزب العمال إلى السلطة في منتصف الستينيات، وعزمت الحكومة الجديدة على خفض نفقات الدفاع باعتبارها وسيلة لخفض الإنفاق العام، لذا قررت إلغاء هذا المشروع عام 1966. تم إصلاح وتحديث حاملات الطائرات الموجودة (التي بنيت جميعها خلال الحرب العالمية الثانية أو بعدها مباشرةً) وإضافة الرادارات الحديثة وغيرها من المعدات المتطورة لها. استمر الإستغناء عن هذه الحاملات واحدة تلو الأخرى من دون إيجاد بديل لها، حتى انتهت تماماً بعد الإستغناء عن حاملة آرك رويال عام 1979 (ما عدا هيرميس التي استمرت حتى منتصف الثمانينيات، وشاركت في حرب الفوكلاند لتشغيل طائرة هارير). أصبح التركيز في الأسطول البريطاني بعد ذلك على الحرب المضادة للغواصات في شمال الأطلسي، على العكس من موقفها السابق حين كانت في موضع قدرة على السيطرة على جميع أنحاء العالم، لذلك قامت البحرية الملكية ببيع حاملات الطائرات والطرادات والمدمرات المنشأة إبان حقبة الحرب أو التخلص منها بحلول عام 1984.

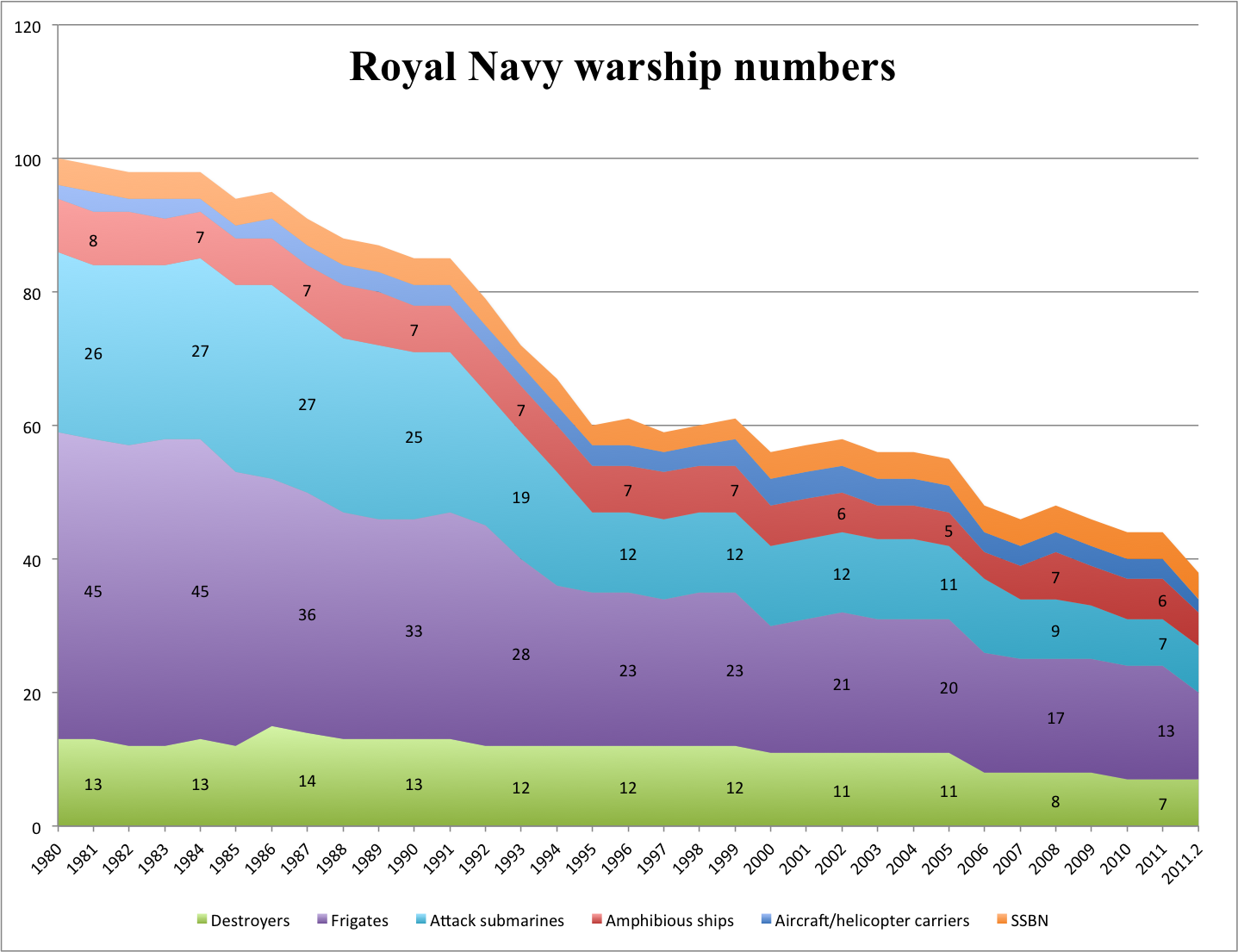
انخفاض أعداد السفن الحربية (1980 - 2011).

كانت هزيمة الأرجنتين في حرب الفوكلاند عام 1982 واحدة من أهم العمليات التي أجرتها البحرية الملكية بعد الحرب العالمية الثانية. وعلى الرغم من خسارتها لأربع سفن تابعة للبحرية وسفينة مدنية بالإضافة إلى سفن مساعدة، إلا أن البحرية البريطانية انتصرت في معركة تبعد حوالي 12,000 كيلومتراً عن بريطانيا العظمى. أظهرت هذه الحرب مدى أهمية حاملات الطائرات والغواصات وكشفت نقاط الضعف في التي عانت منها البحرية في أواخر القرن العشرين والمتمثلة في اعتمادها على السفن التجارية المستأجرة. كان جون نوت -أحد سياسيّ حزب المحافظين ووزير الدفاع- يدعو إلى التقشف فيما يتعلق بالبحرية قبل وقوع حرب الفوكلاند. أجّل وقوع حرب الفوكلاند النظر في مقترحات جون نوت، وأثبتت الحرب حاجة البحرية البريطانية لاستعادة القدرة على التدخل السريع وإجراء المهمات الإستطلاعية، لكن هذا كان صعب المنال بالنظر إلى موارد وبنية البحرية في ذلك الوقت. في مطلع الثمانينيات، كان تركيز البحرية على الحرب المضادة للغواصات بهدف البحث عن الغواصات السوفيتية في شمال الأطلسي وتدميرها، وتفعيل الردع النووي للمملكة المتحدة. ازدادت بعد ذلك أعداد طائرات هارير، ولم تكن هذه الزيادة تعويضاً للمفقود فقط، بل لزيادة حجم سلاح الأسطول الجوي. تم بناء سفن حديثة ذات قدرة أكبر أيضاً، لكن عددها لم يصل أبداً لما كان عليه سابقاً. استمر بعد ذلك التخفيض في حجم أسطول البحرية الملكية، وصدر تقرير عام 2013 يفيد بأن حجم الأسطول الحالي بات صغيراً جداً، وأن بريطانيا أصبحت في حاجة للاعتماد على حلفائها في حالة التعرض لهجوم على أراضيها.
اشتركت البحرية الملكية أيضاً في حرب الخليج الثانية، وحرب كوسوفو، وحرب أفغانستان، وغزو العراق التي شهدت قصف سفن البحرية الملكية لبعض المواقع من أجل المساعدة في عملية إنزال مشاة البحرية في شبه جزيرة الفاو. اشتركت البحرية أيضاً في حادثة متعلقة بالقراصنة الصوماليين في نوفمبر 2008 بعد أن حاول القراصنة القبض على سفينة مدنية.

## البحرية الملكية في الوقت الحاضر

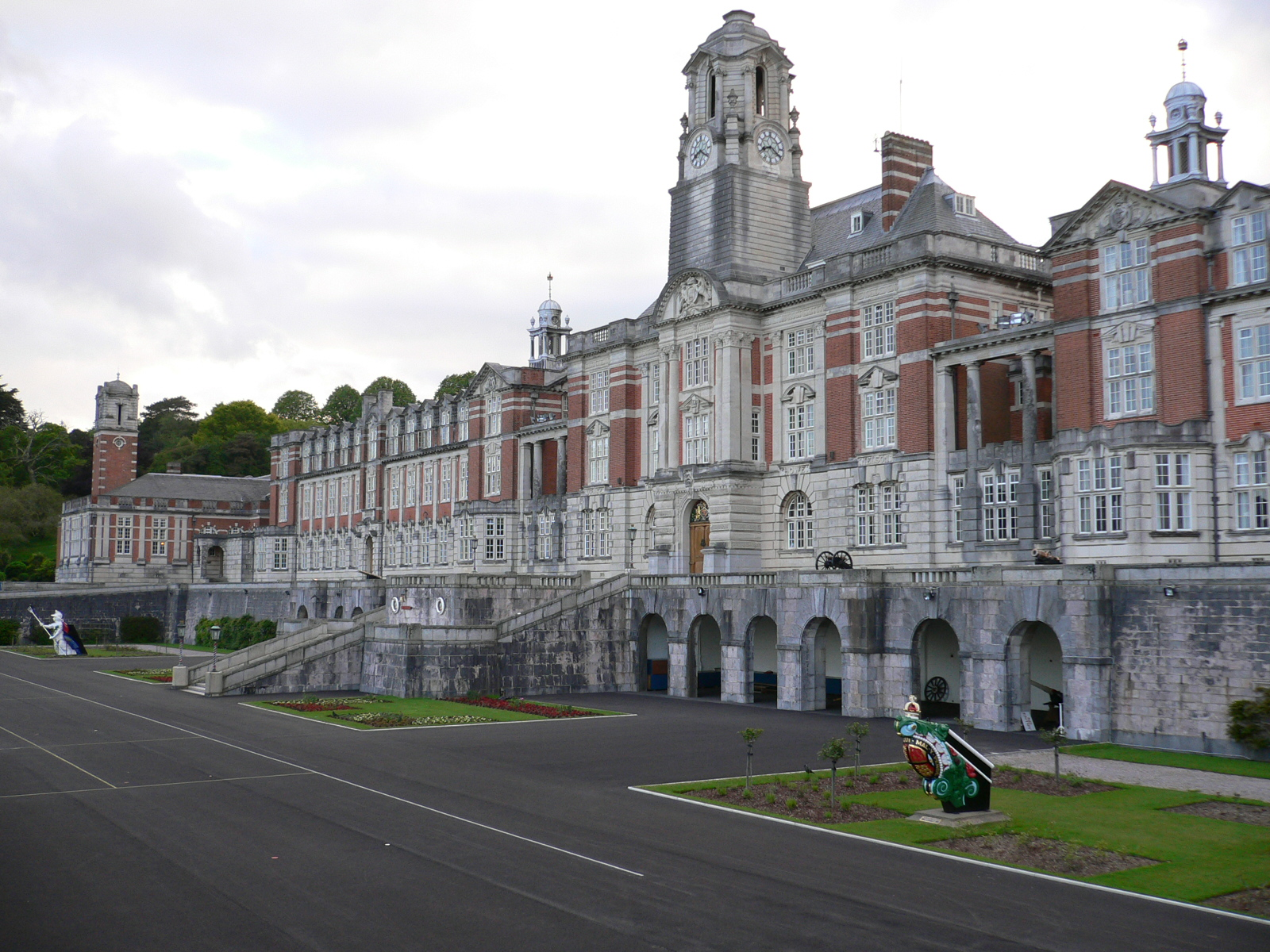
مقر التدريب الرئيسي للبحرية الملكية (كلية بريتانيا).

### العاملون
ينقسم العاملون في البحرية إلى عدة فروع: موظفين في فرع الخدمات العامة (الذي يشمل الضباط المؤهلين للقيادة)، والمهندسين، والأطباء، وموظفي الخدمات اللوجستية، وغيرهم. يختلف زي البحرية الملكية باختلاف رتبة العامل، حيث يكون أزرقاً في بعض الرتب، وأبيضاً في رتب أخرى. بدأت النساء بالانضمام للبحرية منذ عام 1917 حين تشكّل قسم البحرية الملكية النسائي (WRNS)، قبل أن يتمّ حله عام 1919 عقب انتهاء الحرب العالمية الأولى. تم إحياؤه مرة أخرى عام 1939، قبل أن يُحلّ مجدداً عام 1993; نتيجةً لقرار ضم المرأة بشكل كامل في نسيج البحرية الملكية. القيد الوحيد الذي ما زال مفروضاً على المرأة هو عدم السماح لها بالانضمام إلى سلاح مشاة البحرية (يُسمح لها الانضمام للفرقة الموسيقية التابعة له فقط).
اعتباراً من أبريل 2013، بلغ عدد العاملين في البحرية الملكية 34,360، بالإضافة إلى 2,620 متطوع احتياطي، لتشكل قوة مكونة من 36,980 عاملاً، بالإضافة إلى قوة احتياطية مكونة من 26,520 عاملاً. تشمل جميع هذه الأرقام مشاة البحرية الملكية بالإضافة إلى قواتها الاحتياطية.

### الأسطول البحري
بدأت البحرية الملكية سلسلة من المشاريع في التسعينات بهدف تحديث أسطولها وتحويله من قوة مضادة للغواصات مرتكزة في شمال المحيط الأطلسي إلى قوة ذات قدرة على التدخل السريع، ليتم بذلك استبدال جزء كبير من الأسطول البريطاني. تملك البحرية الملكية في الوقت الحاضر سفينة هجوم برمائي (أوشن إل 12)، وسفينتا نقل برمائي (ألبيون إل 14) و (بولوارك إل 15) والثانية هي السفينة القائدة للأسطول حالياً. كما تملك البحرية حاملة طائرات وحيدة (إيلستروس آر 06) التي استبدلت (أوشن) كحاملة مروحيات، ومن المقرر التخلي عن هذه الحاملة بحلول عام 2014، على أن تُستبدل ب (الملكة إليزابيث آر 08) التي ستكون جاهزةً بحلول عام 2016. لم يعد يوجد أي طائرات ثابتة الجناحين في البحرية الملكية بعد قرار التخلي عن هارير الثانية المثير للجدل.
أُدخلت أربع سفن نقل برمائي إلى الأسطول الملكي المساعد عامي 2006/2007، مما زاد من قدرة البحرية الملكية البرمائية، حيث صرّح في نوفمبر 2006 الأميرال السير جوناثان باند قائد البحرية الملكية السابق بأنّ «هذه السفن تمثل خطوةً كبيرةً في سبيل تطوير القدرة القتالية للبحرية الملكية». بيعت إحدى هذه السفن لأستراليا عام 2011.

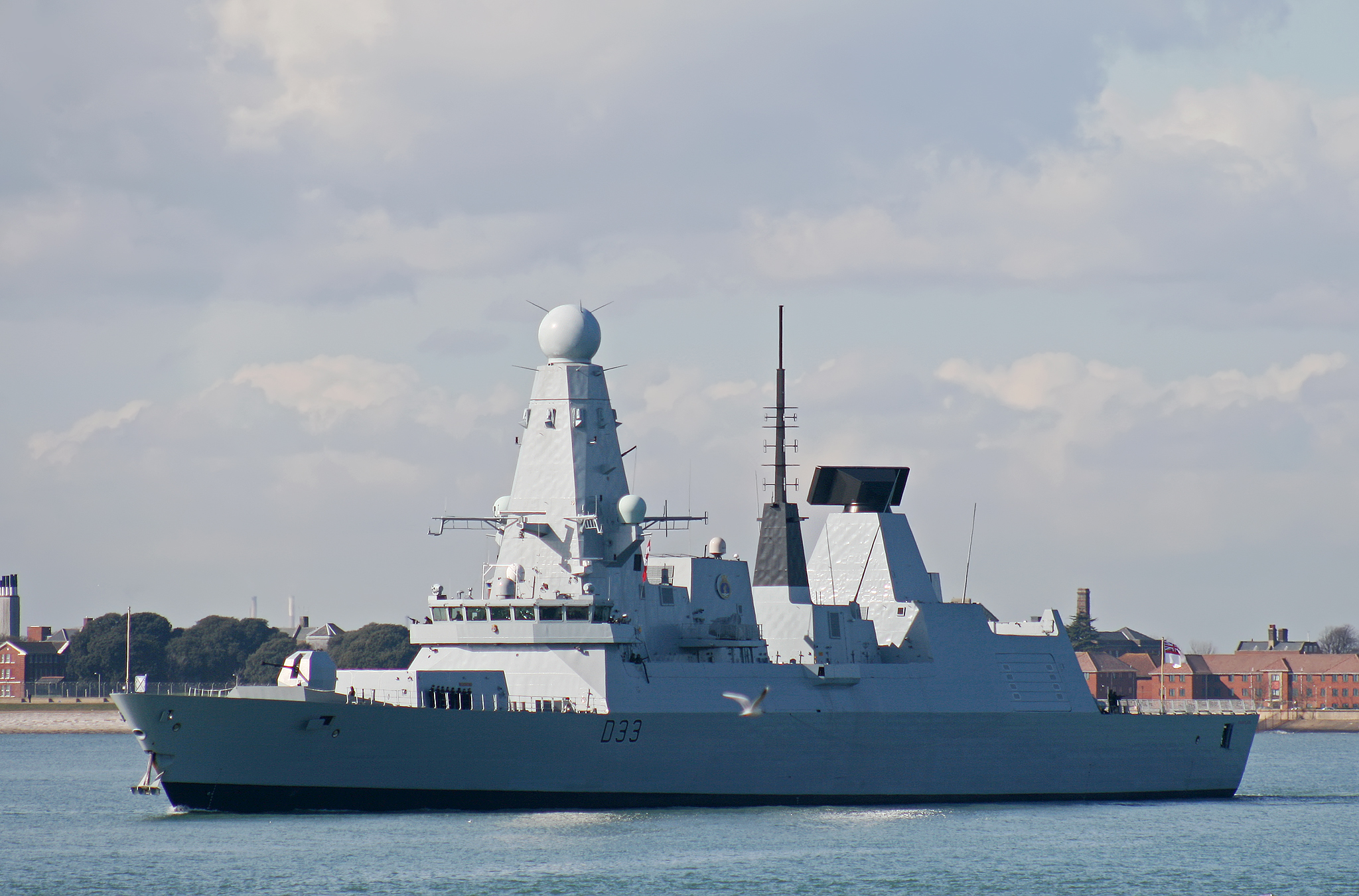
المدمرة 45.

يجري الآن عملية بناء حاملتي طائرات (الملكة إليزابيث) لتشكلا جيلاً جديداً من حاملات الطائرات في البحرية الملكية. من المتوقع أن تصل تكلفة هاتين السفينتين إلى 3.9 مليار جنيه إسترليني، وستبدأن بتجارب الطيران بحلول عام 2018. تهدف كل من هاتين السفينتين إلى توفير خيار الإقلاع القصير والهبوط العمودي لطائرات إف-35 لايتنيغ الثانية، على أن تكون إحداهما في وضع استعداد مطلق عندما تكون الأخرى في حالة تجديد أو إصلاح، مما يوفر خيار التعديل بشكل أسرع وأكثر فاعلية. لكن يجري التفكير في بيع إحدى هاتين الحاملتين إلى «حليف وثيق» بدلاً من الخيار الأول، حيث تعتزم الحكومة اتخاذ قرار نهائي بهذا الشأن في عام 2015.
تمتلك البحرية الملكية اعتباراً من مايو 2013 ست مدمرات وثلاث عشرة فرقاطة مشكلين أسطولاً حارساً يمثل عماد البحرية. حيث استُبدل الأسطول المكوَّن من فئة المدمرة 42 بالمدمرة 45 التي تتميز عن سابقتها بأنها أضخم وأكبر قدرةً. بنت البحرية إلى الآن 6 من فئة المدمرة 45، خمسة منها في الخدمة وواحدة ما زالت قيد التجريب. يتمثل الدور الرئيسي الذي تلعبه المدمرة 45 باستخدامها في الحرب المضادة للطائرات، حيث أنها مجهزة بنظام متكامل يمكنها من إطلاق الصواريخ المضادة للطائرات. كما تمتلك هذه المدمرة 45 نظام رادار متطور للغاية يندمج مع نظام إطلاق الصواريخ ليعملوا بشكل متكامل.
يوجد 13 فرقاطة في البحرية الملكية في الوقت الحاضر شُغلّت آخرها في يونيو 2002. وفي 21 يوليو 2004، أعلن وزير الدفاع جيف هون أنه سيتم التخلص من 3 فرقاطات من أصل العدد الإجمالي البالغ 16 كجزء من إستراتيجية التقشف التي اتبعتها الحكومة، حيث بيعت هذه الفرقاطات الثلاثة إلى تشيلي في وقت لاحق.

### الغواصات
تمتلك البحرية الملكية أسطولاً من الغواصات يتألف من سبع غواصات من فئتي ترافلغار وأستوت، بالإضافة إلى أربع غواصات صواريخ بالستية من فئة فانغارد، وتعمل جميع غواصات البحرية الملكية بالطاقة النووية. خمس غواصات من السبع المكونة للأسطول هي من فئة ترافلغار في الوقت الحالي، ولكن من المقرر أن يتم استبدالهم بسبع غواصات من فئة أستوت: اثنتان منهم بدأتا بالفعل بالعمل، وثلاث منهم ما زالوا قيد الإنشاء، والأخيرتان ما زالتا تحت الطلب. بدأت أول غواصة من فئة أستوت بالعمل في أغسطس 2010، وتتميز هذه الفئة من الغواصات بضخامة حجمها مقارنةً مع نظيراتها من فئة ترافلغار.

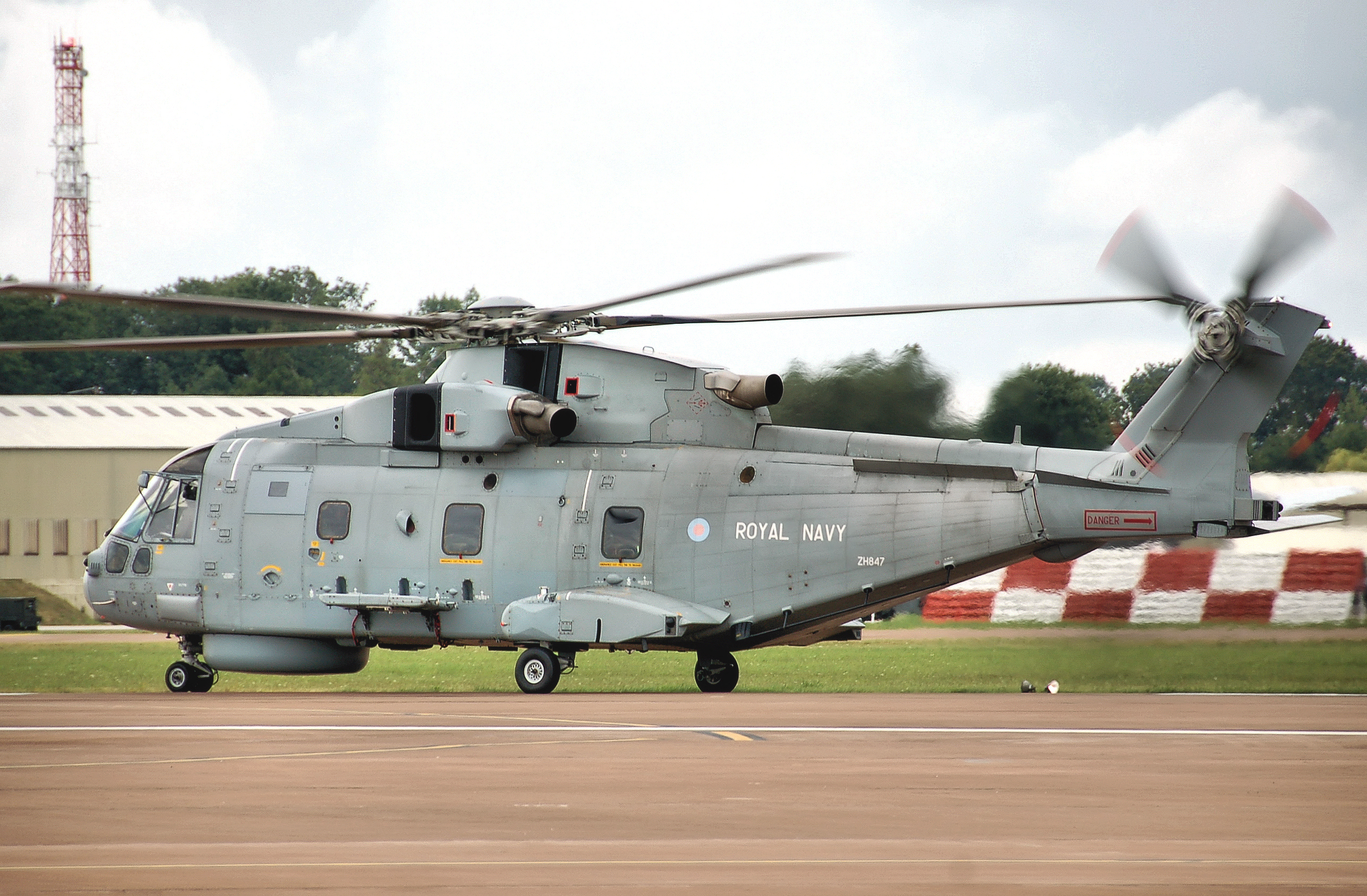
أغستاوستلاند AW101

تُدير البحرية الملكية في الوقت الحاضر أربع غواصات صواريخ باليستية من فئة فانغارد، التي تزوّد المملكة المتحدة بالقدرة الحربية النووية. نشرت الحكومة في ديسمبر 2006 توصيات من أجل إيجاد فئة جديدة من غواصات الصواريخ الباليستية لتحل محل فئة فانغارد، ومن المقرر أن يحصل ذلك بحلول عام 2024. ومن المقرر أن تحافظ هذه الفئة المقترحة على قدرة المملكة المتحدة على إطلاق الأسلحة النووية من خلال أسطول غواصات الصواريخ الباليستية النووية.

### الأسطول الجوي
سلاح الأسطول الجوي هو فرع البحرية الملكية الذي يدير عمل الطائرات البحرية. يُدير سلاح الأسطول الجوي حالياً مروحيات أغستاوستلاند AW101، وويستلاند لينكس، وويستلاند سي كينغ. كما يتشارك مع سلاح الجو الملكي في تشغيل إف-35 لايتنيغ الثانية.

### مشاة البحرية الملكية
مشاة البحرية الملكية هي قوة مشاة ذات درجة عالية من التخصص ترتكز مشاركاتها على تنفيذ العمليات البحرية والبرمائية. يتميز هؤلاء بالقدرة على سرعة الانتشار من أجل دعم الأهداف العسكرية والدبلوماسية لحكومة المملكة المتحدة ما وراء البحار. ينقسم مشاة البحرية الملكية إلى لواء المشاة الخفيف، و3 ألوية مغاوير، بالإضافة إلى عدد من الوحدات المنفصلة التي تشمل: خدمات القوارب الخاصة، ووحدة القوات البحرية الخاصة، ووحدة الطائرات الهجومية، وفرقة الهجوم، وغيرها.

## الدور الحالي
الدور الحالي للبحرية الملكية هو حماية المصالح البريطانية في الداخل والخارج، وتنفيذ سياسات حكومة صاحب الجلالة الخارجية والدفاعية من خلال ممارسة التأثير العسكري، والأنشطة الدبلوماسية وغيرها من الأنشطة من أجل دعم هذه الأهداف. تشكّل البحرية الملكية عنصراً أساسياً من مساهمة المملكة المتحدة في حلف شمال الأطلسي، حيث هناك فرقة مخصصة لتأدية مهام الحلف في أي وقت. وتتمثل أهداف البحرية الملكية في:
- الحفاظ على قدرة الردع النووي للمملكة المتحدة.
- توفير مجموعتين متوسطتي الحجم من حاملات الطائرات الحربية مع وجود سلاح الأسطول الجوي.
- إيصال ما تتطلبه قوة المغاوير البريطانية.
- المساهمة في قيادة المروحيات المشتركة مع سلاح الجو الملكي.
- المحافظة على وجود قوات منتشرة في جميع أنحاء العالم.
- توفير القدرة على مكافحة الألغام للمملكة المتحدة وحلفائها.
- توفير الخدمات الهيدروغرافية والأرصاد الجوية في جميع أنحاء العالم.
- حماية المنطقة الاقتصادية الخاصة بالمملكة المتحدة والاتحاد الأوروبي.

### الانتشار الحالي
تنتشر قوات البحرية الملكية حالياً في العديد من المناطق في مختلف أنحاء العالم. حيث تتواجد في البحر المتوسط بصفتها جزء من قوات الناتو، كما تتواجد في كل من شمال وجنوب المحيط الأطلسي حيث تقوم بمهام الحراسة. كما أنها تملك زوارق دورية دائمة عند جزر فوكلاند.

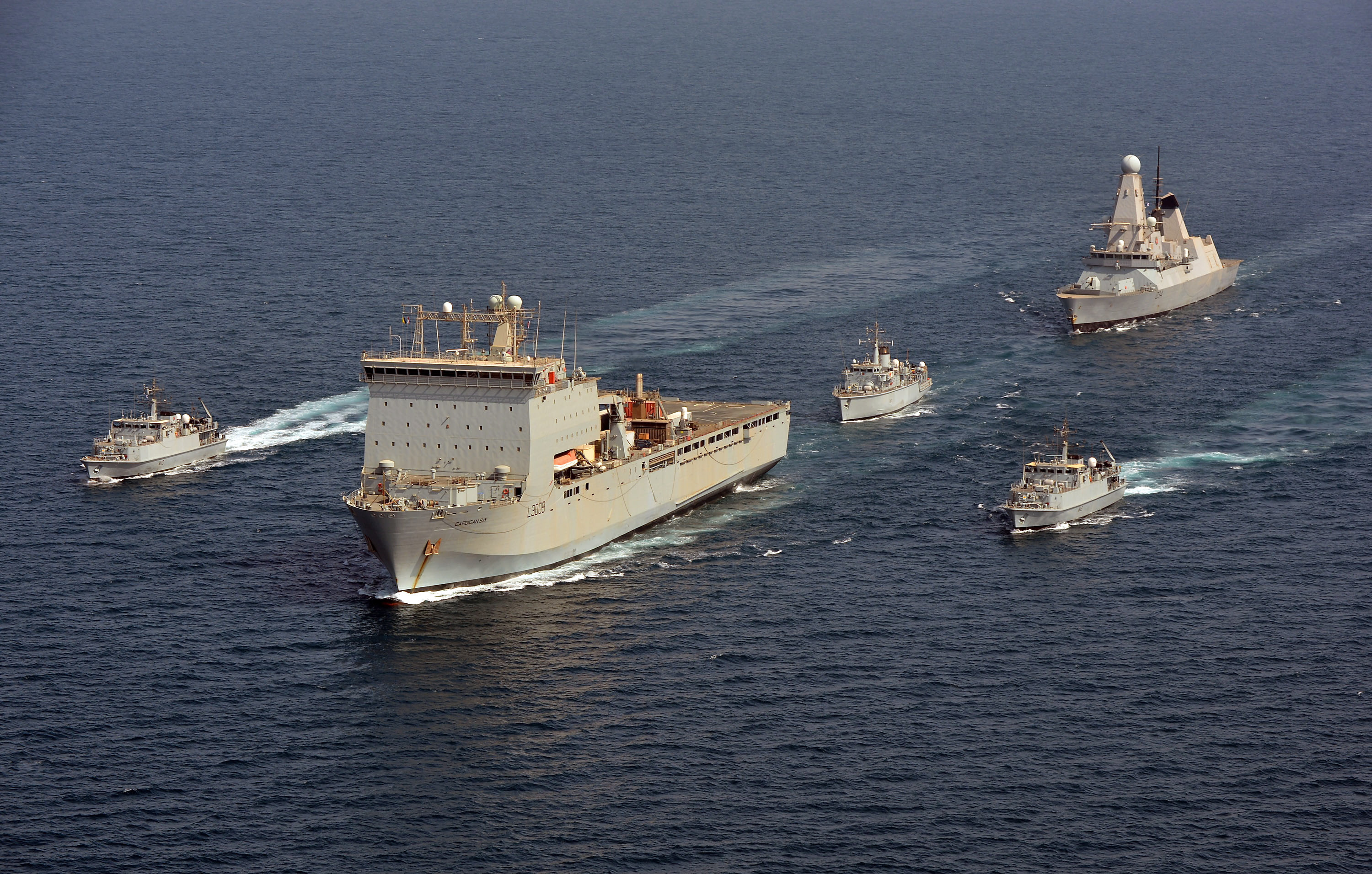
يتمثل غالباً وجود البحرية الملكية في الخليج العربي في مدمرة فئة 45، ومصيدات ألغام، بالإضافة إلى "السفينة الأم".

ما زالت البحرية الملكية محافظةً على التزاماتها في الخليج العربي المتمثلة في دعم جهود القوى المتحالفة في تحقيق الاستقرار في المنطقة. تساهم البحرية الملكية أيضاً مساهمة كبيرة في القوات البحرية المشتركة في الخليج لدعم العمليات التي تقوم بها قوى الحلفاء.
تُدير البحرية الملكية فرقة استجابة سريعة للمهمات منذ عام 2010، حيث تكون هذه الفرقة مستعدة للاستجابة السريعة إلى المهمات الطارئة على الصعيد العالمي عبر مجموعة من الأنشطة الدفاعية التي تتضمن عمليات إجلاء المدنيين، والإنقاذ في حالات وقوع الكوارث، وتقديم المساعدات الإنسانية، بالإضافة إلى القيام بعمليات برمائية. في عام 2011، تم نشر أول مجموعة من هذه الفئة وسمّيت «كوغار 11»، حيث عبرت هذه المجموعة البحر الأبيض المتوسط وشاركت في تدريبات برمائية أُجريت فيه، قبل أن تنتقل إلى الشرق عبر قناة السويس لإجراء المزيد من التدريبات في المحيط الهندي.
كانت البحرية الملكية مسؤولة عن تدريب القوات البحرية العراقية الوليدة وتأمين محطات النفط في العراق بعد وقف الاقتتال في البلاد. حيث كانت بعثة التدريب العراقية (أم قصر) التي يرأسها كابتن من البحرية الملكية مسؤولة عن أداء الواجب الأول، بينما كانت فرقة المهمات التي يرأسها عميد من البحرية الملكية مسؤولة عن أداء الواجب الآخر.
تُدار عملية أتلانتا -التي ينفذها الاتحاد الأوروبي لمكافحة القرصنة في المحيط الهندي- من قبل مسؤول في البحرية الملكية أو ضابط في مشاة البحرية بشكل دائم، وتساهم البحرية الملكية بسفنها في هذه العملية.
تساهم البحرية الملكية في منظمة حلف شمال الأطلسي وتحتفظ بقوات لها كجزء من قوة الرد التابعة للناتو. لدى البحرية أيضاً التزامات طويلة الأمد تحتّم عليها الدفاع عن أستراليا، ونيوزيلندا، وماليزيا، وسنغافورة في حالة تعرض أي منهم للاعتداء وفق معاهدة وقّعت بين الأطراف الخمسة عام 1971. نتيجةً لذلك، ترسل البحرية جزءاً من قواتها إلى الشرق الأقصى في بعض الأحيان. تتكون هذه الفرقة المرسلة عادةً من فرقاطة وسفينة استطلاعية.

## القيادة والتنظيم

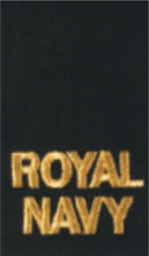
شارة البحرية الملكية.

القائد الشرفي للبحرية الملكية هو اللورد الأميرال السامي (Lord High Admiral)، وهو المنصب الذي يشغله صاحب السمو الملكي دوق إدنبرة منذ 2011. كان هذا المنصب معقوداً بالملكة منذ عملية إعادة هيكلة البحرية عام 1964 (حيث كانت الملكة هي القائد الشرفي لجميع فروع القوات المسلحة البريطانية)، واستمرت الملكة تشغله من 1964 إلى 2011، وهو العام الذي تخلت عن هذا المنصب لصالح فيليب دوق إدنبرة في ذكرى ميلاده التسعين.
القائد الفعلي للبحرية هو لورد البحر الأول (First Sea Lord)، الذي يكون أميرالاً وعضواً في مجلس الدفاع في المملكة المتحدة. يفوض مجلس الدفاع إدارة البحرية إلى مجلس الأميرالية الذي يرأسه وزير الدولة لشؤون الدفاع الذي يرأس أيضاً مجلس البحرية، وهو لجنة فرعية لمجلس الأميرالية تضم ضباط البحرية وموظفي وزارة الدفاع فقط.

### التنظيم
قائد الأسطول هو المسؤول عن توفير السفن والغواصات والطائرات لتكون جاهزةً لأداء أي عملية تطلبها الحكومة. يصدر القائد أوامره من مقر قيادة البحرية الواقع في بورتسموث. كما يوجد مقر نورثود الواقع في نورثود، لندن، وهو مقر عمليات مشترك بين قيادة الأسطول، وقيادة القوات المسلحة البريطانية، وقيادة الناتو الإقليمية.
كانت البحرية الملكية أول فروع القوات المسلحة الثلاث التي جمعت بين قيادة الأفراد والتدريب تحت قيادة مسؤول عن شؤون الموظفين، الذي يكون قائداً تنفيذياً ومنفذاً للسياسات العامة. ليتم بذلك دمج قيادة الأسطول وقيادة شؤون البحرية الداخلية في منظمة واحدة. ليكون بذلك لورد البحر الثاني (Second Sea Lord) مسؤولًا عن شؤون العاملين.

### المواقع

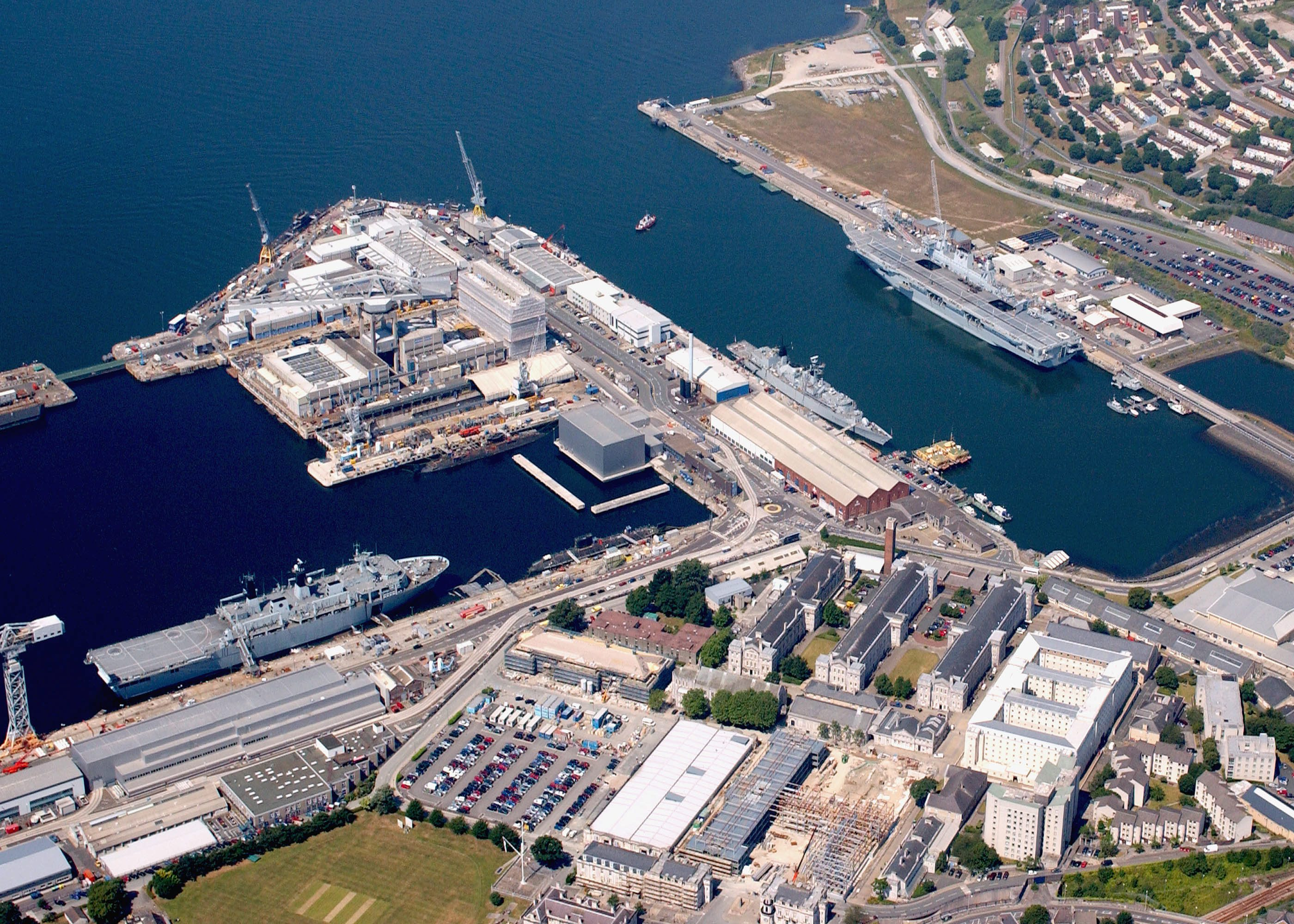
قاعدة ديفونبورت.للبحرية

الملكية في الوقت الحاضر ثلاث قواعد في المملكة المتحدة تتمركز فيها سفنها: قاعدة بورتسموث، وقاعدة كلايد، وقاعدة ديفونبورت في بليموث وهي أكبر قاعدة بحرية في المملكة المتحدة وسائر أوروبا الغربية. تستضيف كل قاعدة من هذه القواعد أسطولاً له قائد باختلاف تسمياته من قاعدة لأخرى، ويكون هذا القائد مسؤولاً عن تشغيل السفن والغواصات التي يحتويها أسطوله.
حافظت البحرية الملكية على ترسانات بحرية لها حول العالم على مدار التاريخ. حيث تمثّل تراسانات البحرية الملكية الموانئ التي يتم فيها تحديث السفن وإصلاحها. لم يتبقَ من هذه الترسانات سوى أربعة: ديفونبورت، وكلايد، وبورتسموث، وروسيث الواقعة في اسكتلندا. جرت مناقشات حول هذه الترسانات الأربعة عام 2006 و2007 انتهت بإعلان وزير شؤون الدفاع ديسموند براون الذي أكّد أن جميع المنشأت ستبقى على حالها مع احتمالية تخفيض أعداد القوى العاملة.
يتلقى ضباط البحرية الملكية المستقبليون تدريبهم الأولي في كلية بريتانيا الواقعة على تل يطل على دارتموث، ديفون. أما التدريب الأساسي فيقام في مركز راليه الواقع في توربوينت، كورنوال في أقصى جنوب غرب البلاد.
هناك أعداد كبيرة من أفراد البحرية الذين يعملون في وزارة الدفاع، وقسم المعدات الحربية والدعم، وكذلك يعملون بالتبادل مع الجيش البريطاني وسلاح الجو الملكي. كما يعمل قلة منهم بالتبادل مع دوائر حكومية أخرى أو يعملون بالتبادل مع أساطيل الحلفاء، مثل بحرية الولايات المتحدة.
للبحرية الملكية أيضاً وحدات صغيرة مكونة من عدد قليل من العاملين منتشرة في أرجاء العالم بهدف دعم العمليات الجارية والحفاظ على التزاماتها. تتوزع هذه الوحدات في مناطق عديدة متباعدة جغرافياً لتشمل: جبل طارق، وجزر فوكلاند، ودييغو غارسيا، وميامي، ودبي، وغيرها.

## التسمية والألقاب

### البحرية

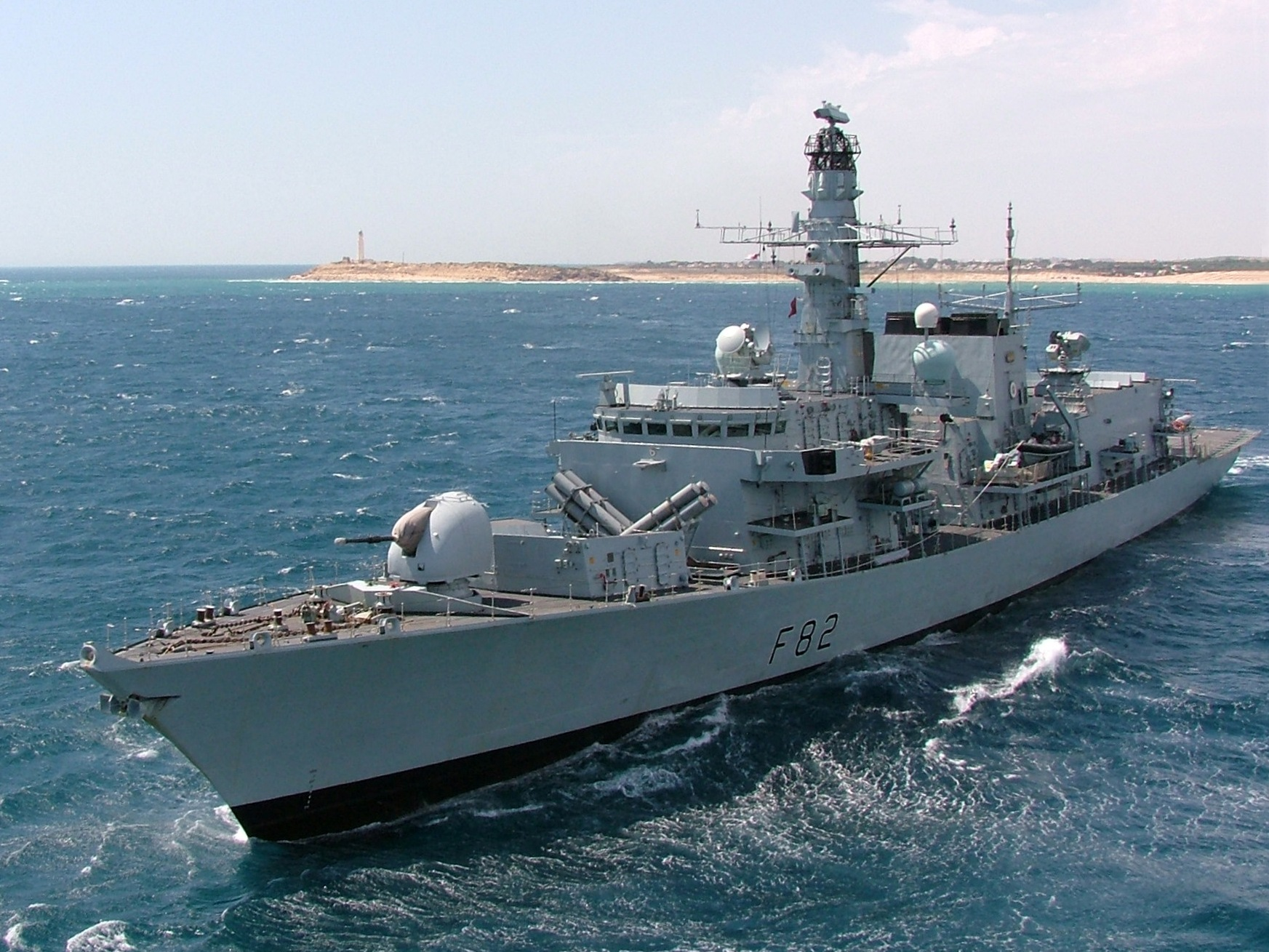
فرقاطة فئة 23، أو ما يُعرف بفئة الدوقات.

يُشار إلى البحرية البريطانية عادةً باسم «البحرية الملكية» سواءً كان ذلك في المملكة المتحدة أو خارجها. لكن هذا اللفظ ليس مقتصراً على البحرية البريطانية وحدها، حيث أن بحريات دول الكومنولث التي يكون العاهل البريطاني عاهلاً عليها تستخدم هذا اللقب عند الإشارة إلى بحرياتها، مثل البحرية الملكية الأسترالية على سبيل المثال. كما أن هناك مملكة أخرى تستخدم هذا اللفظ كما هو الحال مع البحرية الملكية الهولندية، والبحرية الملكية السويدية، والبحرية الملكية المغربية، وغيرها. وعلى الرغم من كون فرنسا جمهورية منذ عام 1870، إلّا أنه كثيراً ما يُطلق على بحريتها لقب (La Royale)، أي الملكية.

### السفن
يكون اسم سفن البحرية الملكية ملحوقاً بكلمة صاحبة الجلالة (سفينة صاحبة الجلالة - Her Majesty's Ship، اختصارها HMS) منذ عام 1789. كما يتم تسمية الغواصات على غرار تسمية السفن. يتم تسمية السفن والغواصات في البحرية من قبل لجنة تسمية متخصصة داخل وزارة الدفاع اعتماداً على فئتها، وغالباً ما تكون أسماء الفئة الواحدة ذات جذور مشتركة (تُسمى فرقاطات فئة 23 بأسماء دوقات بريطانيا على سبيل المثال). يُعاد استخدام الأسماء في كثير من الأحيان، مما يعطي السفينة الجديدة إرثاً حافلاً لتكمل مسيرة ما سبقها من السفن.

## العادات والتقاليد
للبحرية الملكية العديد من العادات والتقاليد الرسمية، بما في ذلك استخدامها للرايات والشارات. حيث أن لسفنها رايات متعددة يُستخدم بعضها عندما تكون مبحرةً وبعضها عندما تكون راسيةً في الميناء. ترفع سفن وغواصات البحرية راية البحرية البيضاء في مؤخرتها خلال ساعات النهار وعلى السارية الرئيسية في حين إبحارها.
استعراض الأسطول هو تقليد آخر للبحرية الملكية، حيث يتم تجميع الأسطول أمام الملك. جرى أول استعراض مسجل في 1400، أما آخر استعراض اعتباراً من عام 2009 فكان في 28 يونيو 2005 للاحتفال بمرور مائتي عام على الانتصار البريطاني في معركة الطرف الأغر بحضور 167 سفينة من العديد من الدول. بالإضافة إلى غيرها من التقاليد الأخرى التي تتميز بها البحرية الملكية.